# ほめられてのびるらじお
『ほめられてのびるらじお』は、音泉にて配信されていたPurple software/ぱれっと関連のインターネットラジオ番組。パーソナリティは、荻原秀樹と風音。
2007年に『ほめられてのびるらじおPP』として配信が開始された。当時のタイトル中の「PP」は、各スポンサーの頭文字からとったものである。2011年（平成23年）5月5日配信分より『ほめられてのびるらじおZ（ゼット）』にタイトル変更しリニューアル（配信回数は継続してカウントされている）、コピーライト表記は「ほめらじ製作委員会」に変更された。
2016年度の第3回アニラジアワードにて「BEST CREATIVE RADIO 企画ラジオ賞（一般）」を受賞。
2019年6月6日、同年秋をもって番組が終了することの配信で発表され、10月3日の配信をもって12年間の番組の歴史に幕を下ろした。

## 番組概要
- 配信期間：2007年（平成19年）3月8日 - 2019年（令和元年）10月3日
- 配信サイト（配信日）：音泉（木曜日）
- 収録時間：公式には30分（実際は約50-60分程度）
- スポンサー：Purple software・ぱれっと（ほめられてのびるらじお）／ほめらじ製作委員会（ほめられてのびるらじおZ）
- パーソナリティ：荻原秀樹・風音
- ディレクター兼構成作家：藤林弘之
- キャラクターイラスト：湯 (Purple software)[4]

## 番組キャラクター
番組内でしゃべっているほか、番組告知ページなどのイラストに登場。Purple softwareの原画家・ディレクターである「湯」が作画を担当。声は風音がのびるちゃんを、荻原がPタンを担当。
のびるちゃん
頭に葉のようなものが生えている女の子。番組紹介ページのイラストでは、番組中で話題となったアイテムが、葉の間から延びた芽の先に生えていることが多い。
Pタン
アヒルのような生き物で、右を向いているときは「P」の字に似ている。いつものびるちゃんの背後などから顔だけ出しているため、首から下の胴体がどうなっているのか不明だったが、第113回配信の番組紹介イラストでは、胴体がなく、首から直接脚が生えているというPタンのイラストが掲載され、グッズも作成された。

## コーナー
番組開始当初はスポンサーであるPurple software・ぱれっとの名前がほとんど出なかったが、現在は共同で制作したCM（荻原と風音が出演）及び告知コーナーが設定されている。

### 番組終了前に実施されていたコーナー
第571回からのリニューアルに合わせ、コーナーが大幅に整理された。
荻さん風音さんきいてください
「荻さん風音さんきいてください」の書き出しなら何を書いてもOKとされる投稿メールに答えるコーナー。ゲームの宣伝などもこのコーナーで行われている。
週刊ほめらじニュースZ
その時期の旬なニュースなどについて話し合う。ニュースの内容投稿募集も行っている。
オトメノ*ベンチマーク
姉妹番組『オトメ*ドメイン RADIO*MAIDEN』の開始にあわせ、「ガチンコベンチマーク」が形を変えて復活。コラボコーナーとして、両番組のパーソナリティがそれぞれチームとなりさまざまなことを競う。負けた側には罰ゲームがある。
のびるちゃんのほめてやる / Pタンのほめてやる
のびるちゃん（風音）もしくはPタン（荻原）が、送られてきたメールの本文を読まずに、その回答だけを答える。このコーナーで選ばれたメールのリスナーには番組特製ステッカーが贈られるが、コーナー単体でのメール募集は行っていない。

### 終了したコーナー

#### 番組初期からのコーナー
PPカスタマイズ / PPカスタマイズ ミニ
リスナーから別々に送られてきた「キャラクター」「シチュエーション」「セリフ」の3つをランダムに組み合わせて「セリフの発注書」をつくり、荻原・風音・ゲストがアドリブで演じるコーナー。誰が演じるかは毎回くじ引きで決められる。
『ほめられてのびるらじおZ』にリニューアル後は「PPカスタマイズ ミニ」となり、誰が演じるかをくじではなくじゃんけんで決め、早回しで展開するようになっている。
「Purple software」と「ぱれっと」からのお知らせ / インフォメするZ!
スポンサー2社からの新作・イベント情報の告知で、エンディング直前に行われている。番組初期にはこのコーナーが存在しなかった一方で、その後は告知事項がなくてもわざわざ時間をとって行われ、「告知はありません!」の言葉や「『ほめられてのびるらじおPP』をググってね」の一言で終了（第99回配信）することもある。
『ほめられてのびるらじおZ』にリニューアル後は「インフォメするZ!」にタイトル変更し、他メーカーのゲームやラジオ、CD、イベントなどの告知も行うようになった。

#### 『ほめられてのびるらじおZ』のリニューアル後に追加されたコーナー
みんなでつくろう！ 風音bot!
みんなでつくろう！ 秀樹bot!
風音と荻原がよく言う、あるいは言いそうな、言わせたい言葉をリスナーから募集して、Twitter上の番組公式風音bot及び秀樹botに登録する言葉を決めていく。
当初は風音botと秀樹botを週替わりで交互に進行していたが、他のコーナーの都合状隔週に統合。後に再び週替わりに戻り、「起床時に」、「お昼時に」など募集要項にシチュエーションが追加された。また2016年より、特にお題を決めずに1つずつ投稿が紹介されるミニコーナーとなった。
ほめらじが名付けます
日常よくある出来事などを募集し、さらにその現象にどういう名前を付けるかをリスナーから募集する。
息をあわせろ！ ぴったしホメホメ
リスナーからの質問に、パーソナリティが（ゲストが居る場合はゲストも）一斉に答え、息（意見）が合うかを確かめる。
開運! ほめら神社
大吉から大凶までの運勢と、おみくじの内容文をリスナーから募集し、のびるちゃんがその中からひとつ読み上げて、リスナー全員の今後一週間の運勢を占う。

#### その他終了したコーナー
下記のコーナーについては基本的に終了しているが、不定期で復活することがある。
ほめてくれ
『ほめられてのびるらじおPP』（『Z』以前）の間、毎回行われていたコーナー。リスナーが褒めてほしい事をしたことを報告し「ほめてください」と書くコーナー（稀に「なじってください」「足蹴にしてください」と締められたメールが読まれることがある）。そのメールに対し、「のびるちゃん」（風音）または「Pタン」（荻原）が『プラス（マイナス）○cm (mm)』という形で評価の点数をつける。
第105回以降は、ゲストが『ほめてくれ』の投稿メールを読んで評価することもある。また特別編CDでは「風音のほめてくれ」「荻原秀樹のほめてくれ」などが追加されることもある。ゲーム特典ラジオCDの場合は、そのゲームに登場するキャラクターの「ほめてくれ」が行われている。
荻原クリニック
「荻原医院長」と「ナース風音」が、リスナーの悩みに答えるコーナー。ゲストが出演する際は、近隣の病院から医者が出張訪問してきた形で出演する。番組開始当初は恋愛相談に限っていたが、その後「診療科目が増えた」という名目でどのジャンルでも相談できるコーナーとなった。
第185回配信より、『初恋サクラメント』のストーリーにちなんだほめらじ大空部というタイトルになり、限定復活した。
ガチンコベンチマーク
スタジオにいる荻原と風音の「基本性能」を測定する名目で、様々なテーマで勝負するコーナー。負けたほうは罰ゲームを行う。第104回で一応の最終回となったが、その時の罰ゲームは「カルピスで炊いたごはん」を食べることだった。
特別編CDでは、継続してこのコーナーが行われている。また姉妹番組『オトメ*ドメイン RADIO*MAIDEN』の開始にあわせ、両番組のコラボコーナーとして「オトメノ*ベンチマーク」が開始された。
欲しいぞ☆ユキチー
日本一のユキチ好きである風音様に、みんなのチカラで「ユキチ」にあわせてあげる回数を伸ばしてあげようというコーナー。元々荻原が「ガチンコベンチマーク」で獲得した1万円を元手に増やす予定だったが、購入したロト6などの宝くじがほとんど当たらず、お金がなくなっていったため「ほめらじグッズ開発部」に移行された。
愚民ども！ ひざまずきなさい！
言ってやりたい事があるけれども公共の場で言えない事や、立場上言えない事など「世の中の不条理」について、リスナーのかわりに風音様ががつんと言ってくれるというコーナー。
発見! 秀樹くんと風音ちゃん
第54回から開始。リスナーの近くにいる荻原と風音が何をやっているかを想像し、「○○で○○しているところを発見しました」とネタを書いて送るネタコーナー。
ほめらじグッズ開発部
第54回から開始。「欲しいぞ☆ユキチー」のように運任せではなく、リスナーから広くグッズ商品化のアイデアを募って最終的に風音様にユキチを集めてあげるコーナー。目途が立てば本当に商品化を計画していた。
ほめらじ百人一首
ほめらじ100回配信を記念して企画された。ほめらじ第1回から第100回までの配信各話で、配信中の出来事や出演者の名言・珍言をもとに「5・7・5・7・7」でリスナーに一句作ってもらい、100回分揃った暁には商品化するというコーナー。風音はこのコーナーに対して『ほめまっ首』（-しゅ）と名付けた。
第138回配信で100句すべての選出は終わったが、現段階で具体的な商品化の話は出ていない。
突然1分クイズ
リスナーからさまざまなクイズの問題を募集し、荻原・風音が応えるコーナー。出題から回答まで1分間で終わらせる。
あなただけに答えます
風音と秀樹がメールで送られてきた質問に答えるが、質問の内容は紹介されず、答えだけが配信される。その為投稿者と番組スタッフしか中身がわからない状態になる。
あなたとPP
リスナーが、PurpleSoftwareとぱれっとに対する疑問を送るコーナー。荻原と風音が、質問に対するメーカーからの回答を読み上げる。
ぽちっと!レスポンス!
何かのメールに対する「返信メール」（オチ）がお題となり、その元となるメール（フリ）をネタにして送ってもらうコーナー。差出人の名前は誰でも良いことになっている。
コーナータイトルは『ぽちっと！ レスポンス！』が正しいが、番組紹介ページでは『ぽっちっと！ レスポンス！』と誤記され続け、そのことが同コーナーが始まって約1年となる第148回配信でやっと指摘された。
すてきなご主人
来るべき荻原の結婚生活に備え、一人前のご主人になれるようリスナーに育ててもらう荻原から見れば「余計なお世話」なコーナー。元ネタは主婦と生活社の雑誌『すてきな奥さん』から。
風音・秀樹、ほめられますっ！
風音と秀樹に対し、リスナーから募集されたお題が出され、2人がマスターして披露することによりほめられようというコーナー。当初は、提出されたお題を次の収録日までにマスターするという形だったが、その後週をまたがずその場で挑戦するお題が多くなり、罰ゲームも行われることが増えた。
そうだ、ニッポンを知ろう!
番組4年目突入記念として開始。日本の地理についての知識が無茶苦茶な風音に、日本を知ってもらおうというコーナー。リスナーはお題となった都道府県についての知識を、風音が覚えやすいようメールする。
北海道から南に行く形に隔週で1都道府県を取り上げ、その都道府県に在住するリスナーからメールを送ってもらう。その中身はご当地名物の食べ物ネタが多い。一通りリスナーからのメールが読まれた後はどれだけ覚えたかをチェックするため、風音に一言小論文ラップとして即興で無理やり歌ってもらう形で締める（『ほめられてのびるらじおZ』になってからは、5・7・5あるいは5・7・5・7・7の句に変更）。第257回で、全都道府県を取り上げて終了（最後に取り上げた東京都は、リスナーからのメールが少なかったために「リベンジ」として2回行っている）。
風音様の個人授業
「そうだ、ニッポンを知ろう!」の終了に伴い、代わりに第259回より開始。毎回出題される「お題」となる一般常識について、リスナーは140文字以内でコンパクトにまとめ、風音に教える。コーナーの最後には、荻原に「40秒で理解しな！」と言われた風音が、40秒の間にリスナーから寄せられた知識を纏めて発表する。
その後「風音様の個人授業」とタイトル変更。リスナーから寄せられた新しい言葉（主に、省略形の若者言葉）を風音流に解釈し、「21世紀に残す偉大な辞書、ザネダス」を作ることを目指して風音が発表する。
探偵! オギーナイトスコープ
第224回より開始。リスナーから投稿された疑問を、探偵局長の荻原と秘書の風音が、リスナーと共に解決する。第452回で終了。
駆け込め！ 荻原塾！
オギー塾長と助手風音が、リスナーから寄せられた悩みに答えていく。
ケアレ・スミス
第372回より開始。日常よくある失敗（ケアレスミス）を、お笑いユニットのケアレ（風音）とスミス（荻原）がコント仕立てで紹介する。
おいきなさい
第372回より開始。リスナーから寄せられたコメントに対し、風音が「おいきなさい」の言葉でだめ押しする。
今週のHOME
第444回より開始。番組宛メールのアドレスhome@onsen.agの「h・o・m・e」をそれぞれ頭文字にした文章を考える。採用されると、メールの宛先が読まれるときに実際に読み上げられる。発端は第443回のゲストだった桃井いちごが「変態(h)・荻(o)・マジで(m)・いい！(e)」とアドリブで言ったことから。

### 不定期コーナー
乙女ちっく☆ぱらだいす
第86回で実施。第85回で、風音が一人でラジオをやるという話が出たことが元になって作られた、「乙女」になりきった風音が一人でしゃべるコーナー。箱番組的な作りになっており、番組ロゴも専用の物がつくられている。風音は、第86回の一度限りで二度とやらないと言っており、このコーナー宛てにメールを送ってきたリスナーには「お前のパソコンにウイルスを送りつけてやる」と言っているが、投稿用メールフォームからはこのコーナーに対するメールを送ることができるようになっていて、何度か投稿されたメールが紹介された。また『ほめられてのびるらじおPP Vol.6』付属CD特別編、第151回、第202回配信でもこのコーナーが行われている。
なお第105回配信では、このコーナーの荻原バージョンとして「OGY☆Night Stream」（おぎー・ナイトストリーム）というコーナーが、荻原とゲストの城樹翔によって行われた。
S音のS度プッシュ!
風音様になじってほしい、風音様にひざまずきたいリスナーの「M」エピソードを送るコーナー。『ほめられてのびるらじおPP Vol.1』付属CD特別編でのみ行われた。
クイズほめらじあ
『クイズ$ミリオネア』をモチーフとしたコーナー。主に荻原が司会役として進行し、回答の最終確認をする言葉を「ファイナルほめほめ」としている。『ほめらじCD』が発売されるときに付属している、新規撮り下ろし番組の中でしか行われていない。
やさぐれてぐちるらじおPP
第123回配信の冒頭で実施。やさぐれた風音と深井晴花が愚痴を言い合うコーナー（荻原はディレクター役として出演）。
元来、122回配信においてゲスト出演した深井と、荻原、風音が冗談として発言した企画。深井が再度ゲスト出演した『ほめられてのびるらじおPP Vol.10』付属CD特別編でも行われた。
ホメトーーク
第300回で実施。複数のゲストが好きなものや特定の話題についてトークする。第300回で行われた以後は、ラジオCD特別編の企画として行われている。

## ゲスト

### 『ほめられてのびるらじおPP』でのゲスト
| 配信回  | 配信日         | ゲスト                         | 備考                                       |
| ------- | -------------- | ------------------------------ | ------------------------------------------ |
| 第9回   | 2007年5月3日   | みる                           |                                            |
| 第10回  | 2007年5月10日  | みる                           |                                            |
| 第11回  | 2007年5月17日  | 緒田マリ                       |                                            |
| 第12回  | 2007年5月24日  | 緒田マリ                       |                                            |
| 第13回  | 2007年5月31日  | まきいづみ                     |                                            |
| 第14回  | 2007年6月7日   | まきいづみ                     |                                            |
| 第15回  | 2007年6月14日  | 楠鈴音                         |                                            |
| 第16回  | 2007年6月21日  | 楠鈴音                         |                                            |
| 第21回  | 2007年7月26日  | Rita                           |                                            |
| 第22回  | 2007年8月2日   | Rita                           |                                            |
| 第23回  | 2007年8月9日   | みる                           |                                            |
| 第24回  | 2007年8月16日  | みる                           |                                            |
| 第27回  | 2007年9月6日   | 五行なずな                     |                                            |
| 第28回  | 2007年9月13日  | 五行なずな                     |                                            |
| 第29回  | 2007年9月20日  | 橋本みゆき 鈴木マサキ          |                                            |
| 第30回  | 2007年9月27日  | 橋本みゆき 鈴木マサキ          |                                            |
| 第33回  | 2007年10月18日 | 城樹翔                         |                                            |
| 第34回  | 2007年10月25日 | 城樹翔                         |                                            |
| 第37回  | 2007年11月15日 | 一色ヒカル                     |                                            |
| 第38回  | 2007年11月22日 | 一色ヒカル                     |                                            |
| 第39回  | 2007年11月29日 | 五行なずな                     |                                            |
| 第40回  | 2007年12月6日  | 五行なずな                     |                                            |
| 第41回  | 2007年12月13日 | 桜川未央                       |                                            |
| 第42回  | 2007年12月20日 | 桜川未央                       |                                            |
| 第43回  | 2007年12月27日 | 青葉りんご                     |                                            |
| 第44回  | 2008年1月10日  | 青葉りんご                     |                                            |
| 第46回  | 2008年1月24日  | 倉田まりや                     |                                            |
| 第47回  | 2008年1月31日  | 倉田まりや                     |                                            |
| 第52回  | 2008年3月6日   | 緒田マリ まきいづみ            | 1周年記念のサプライズ                      |
| 第53回  | 2008年3月13日  | 緒田マリ まきいづみ 五行なずな | 五行が乱入するサプライズ                   |
| 第54回  | 2008年3月20日  | 城樹翔                         |                                            |
| 第55回  | 2008年3月27日  | 城樹翔                         |                                            |
| 第64回  | 2008年5月29日  | 桜川未央                       |                                            |
| 第65回  | 2008年6月5日   | 桜川未央                       |                                            |
| 第66回  | 2008年6月12日  | 遠野そよぎ                     | 『春色桜瀬』の告知に登場                   |
| 第67回  | 2008年6月19日  | 遠野そよぎ                     | 『春色桜瀬』の告知に登場                   |
| 第68回  | 2008年6月26日  | 青葉りんご                     | 『さくらシュトラッセ』の告知に登場         |
| 第69回  | 2008年7月3日   | 青葉りんご                     | 『さくらシュトラッセ』の告知に登場         |
| 第70回  | 2008年7月10日  | 乃嶋架菜                       |                                            |
| 第71回  | 2008年7月17日  | 乃嶋架菜                       |                                            |
| 第74回  | 2008年8月7日   | 橋本みゆき                     | 途中乱入のサプライズ                       |
| 第76回  | 2008年8月21日  | 乃嶋架菜                       |                                            |
| 第77回  | 2008年8月28日  | 乃嶋架菜                       |                                            |
| 第78回  | 2008年9月4日   | 井村屋ほのか                   |                                            |
| 第79回  | 2008年9月11日  | 井村屋ほのか                   |                                            |
| 第80回  | 2008年9月18日  | 金田まひる                     |                                            |
| 第81回  | 2008年9月25日  | 金田まひる                     |                                            |
| 第82回  | 2008年10月2日  | 五行なずな                     |                                            |
| 第83回  | 2008年10月9日  | 五行なずな                     |                                            |
| 第90回  | 2008年11月27日 | 夏野こおり                     |                                            |
| 第91回  | 2008年12月4日  | 夏野こおり                     |                                            |
| 第92回  | 2008年12月11日 | 金田まひる                     | 金田まひるがパーソナリティというサプライズ |
| 第93回  | 2008年12月18日 | 金田まひる                     | 出演者全員がゲストというサプライズ         |
| 第94回  | 2008年12月25日 | 城樹翔                         |                                            |
| 第103回 | 2009年3月5日   | 桜川未央                       | 前回配信の結果からのサプライズ             |
| 第104回 | 2009年3月12日  | 緒田マリ まきいづみ            | コメントが最後によるサプライズ             |
| 第105回 | 2009年3月19日  | 城樹翔                         |                                            |
| 第106回 | 2009年3月26日  | 城樹翔                         |                                            |
| 第111回 | 2009年4月30日  | 鮎川ひなた                     |                                            |
| 第112回 | 2009年5月7日   | 鮎川ひなた                     |                                            |
| 第113回 | 2009年5月14日  | 井村屋ほのか                   |                                            |
| 第114回 | 2009年5月21日  | 井村屋ほのか                   |                                            |
| 第115回 | 2009年5月28日  | 夏野こおり                     |                                            |
| 第116回 | 2009年6月4日   | 夏野こおり                     |                                            |
| 第117回 | 2009年6月11日  | みる                           |                                            |
| 第118回 | 2009年6月18日  | みる                           |                                            |
| 第119回 | 2009年6月25日  | かわしまりの                   |                                            |
| 第120回 | 2009年7月2日   | かわしまりの                   |                                            |
| 第121回 | 2009年7月9日   | 深井晴花                       |                                            |
| 第122回 | 2009年7月16日  | 深井晴花                       |                                            |
| 第129回 | 2009年9月3日   | まきいづみ                     |                                            |
| 第130回 | 2009年9月10日  | まきいづみ                     |                                            |
| 第131回 | 2009年9月17日  | 五行なずな                     | 『ましろ色シンフォニー』の告知に登場       |
| 第132回 | 2009年9月24日  | 五行なずな                     | 『ましろ色シンフォニー』の告知に登場       |
| 第133回 | 2009年10月1日  | みる                           | 『ましろ色シンフォニー』の告知に登場       |
| 第134回 | 2009年10月8日  | みる                           | 『ましろ色シンフォニー』の告知に登場       |
| 第143回 | 2009年12月10日 | 成瀬未亜                       | 『シグナルハートぷらす』の告知に登場       |
| 第144回 | 2009年12月17日 | 成瀬未亜                       | 『シグナルハートぷらす』の告知に登場       |
| 第145回 | 2009年12月24日 | 城樹翔                         | クリスマスにあわせて登場                   |
| 第152回 | 2010年2月18日  | まきいづみ                     | 『夏に奏でる僕らの詩』の告知に登場         |
| 第153回 | 2010年2月25日  | まきいづみ                     | 『夏に奏でる僕らの詩』の告知に登場         |
| 第154回 | 2010年3月4日   | 桜川未央                       | 『夏に奏でる僕らの詩』の告知に登場         |
| 第155回 | 2010年3月11日  | 桜川未央                       | 『夏に奏でる僕らの詩』の告知に登場         |
| 第156回 | 2010年3月18日  | 倉田まりや                     | 『夏に奏でる僕らの詩』の告知に登場         |
| 第157回 | 2010年3月25日  | 倉田まりや                     | 『夏に奏でる僕らの詩』の告知に登場         |
| 第168回 | 2010年6月10日  | 五行なずな                     |                                            |
| 第169回 | 2010年6月17日  | 五行なずな                     |                                            |
| 第170回 | 2010年6月24日  | みる                           | 『すてぃ〜るMyはぁと』の告知に登場         |
| 第171回 | 2010年7月1日   | みる                           | 『すてぃ〜るMyはぁと』の告知に登場         |
| 第172回 | 2010年7月8日   | 七ヶ瀬輪                       | 『すてぃ〜るMyはぁと』の告知に登場         |
| 第173回 | 2010年7月15日  | 七ヶ瀬輪                       | 『すてぃ〜るMyはぁと』の告知に登場         |
| 第174回 | 2010年7月22日  | 鈴田美夜子                     | 『すてぃ〜るMyはぁと』の告知に登場         |
| 第175回 | 2010年7月29日  | 鈴田美夜子                     | 『すてぃ〜るMyはぁと』の告知に登場         |
| 第184回 | 2010年9月30日  | 桃井いちご                     | 『初恋サクラメント』の告知に登場           |
| 第185回 | 2010年10月7日  | 桃井いちご                     | 『初恋サクラメント』の告知に登場           |
| 第186回 | 2010年10月14日 | 鮎川ひなた                     | 『初恋サクラメント』の告知に登場           |
| 第187回 | 2010年10月21日 | 鮎川ひなた                     | 『初恋サクラメント』の告知に登場           |
| 第188回 | 2010年10月28日 | 城樹翔                         | 『初恋サクラメント』の告知に登場           |
| 第189回 | 2010年11月4日  | 城樹翔                         | 『初恋サクラメント』の告知に登場           |
| 第190回 | 2010年11月11日 | 夏野こおり                     | 『初恋サクラメント』の告知に登場           |
| 第191回 | 2010年11月18日 | 夏野こおり                     | 『初恋サクラメント』の告知に登場           |
| 第194回 | 2010年12月9日  | 五行なずな                     | 『初恋サクラメント』の告知に登場           |
| 第195回 | 2010年12月16日 | 五行なずな                     | 『初恋サクラメント』の告知に登場           |
| 第208回 | 2011年3月24日  | 榊るな                         | 『Primary Step』の告知に登場               |
| 第209回 | 2011年3月31日  | 榊るな                         | 『Primary Step』の告知に登場               |

### 『ほめられてのびるらじおZ』でのゲスト
配信回はリニューアル前からの累計カウント
| 配信回  | 配信日         | ゲスト                                                                                                 | 備考 |
| ------- | -------------- | --- | --- |
| 第218回 | 2011年6月2日   | 藤森ゆき奈                                                                                             | Rosebleuのゲームの告知に登場 |
| 第219回 | 2011年6月9日   | 藤森ゆき奈                                                                                             | Rosebleuのゲームの告知に登場 |
| 第222回 | 2011年6月30日  | 柚木かなめ                                                                                             | 『未来ノスタルジア』の告知に登場 |
| 第223回 | 2011年7月7日   | 柚木かなめ                                                                                             | 『未来ノスタルジア』の告知に登場 |
| 第224回 | 2011年7月14日  | 桃井いちご                                                                                             | 『未来ノスタルジア』の告知に登場 |
| 第225回 | 2011年7月21日  | 桃井いちご                                                                                             | 『未来ノスタルジア』の告知に登場 |
| 第234回 | 2011年9月22日  | 森谷実園                                                                                               | 『晴れときどきお天気雨』の告知に登場 |
| 第235回 | 2011年9月29日  | 森谷実園                                                                                               | 『晴れときどきお天気雨』の告知に登場 |
| 第236回 | 2011年10月6日  | 桜川未央                                                                                               | 『晴れときどきお天気雨』の告知に登場 |
| 第237回 | 2011年10月13日 | 桜川未央                                                                                               | 『晴れときどきお天気雨』の告知に登場 |
| 第243回 | 2011年11月24日 | 桜川未央                                                                                               | 『ほめられてのびるらじおZ』Vol.1 CD特別編収録のため箱根に向かう道中での収録                                                                |
| 第249回 | 2012年1月12日  | 桜川未央 城樹翔                                                                                        | Whirlpool & HOOKSOFT Presents うみおかける! 大航海ラジオの告知に登場                                                                       |
| 第250回 | 2012年1月19日  | 桜川未央 城樹翔                                                                                        | Whirlpool & HOOKSOFT Presents うみおかける! 大航海ラジオの告知に登場                                                                       |
| 第261回 | 2012年4月5日   | 高藤まりあ                                                                                             | 『しあわせ家族部』の告知に登場 |
| 第262回 | 2012年4月12日  | 高藤まりあ                                                                                             | 『しあわせ家族部』の告知に登場 |
| 第271回 | 2012年6月14日  | 鈴田美夜子 桃井いちご                                                                                  | AXLラジオ「DolphinDivers」公立凪ノ海事訓練校放送部！の告知に登場                                                                           |
| 第289回 | 2012年10月18日 | 民安ともえ けんせい                                                                                    | 音楽CD「民安は俺の嫁」の告知に登場 |
| 第291回 | 2012年11月1日  | なかせひな 大下孝太                                                                                    | 『花色ヘプタグラム』とLump of Sugar 放送部の告知に登場                                                                                     |
| 第292回 | 2012年11月8日  | なかせひな 大下孝太                                                                                    | 『花色ヘプタグラム』とLump of Sugar 放送部の告知に登場                                                                                     |
| 第294回 | 2012年11月22日 | かわしまりの 宮沢ゆあな                                                                                | 『ラジオ ガンナイトガール〜0教2区隊広報部〜』の告知に登場                                                                                  |
| 第296回 | 2012年12月6日  | 桃井穂美                                                                                               | |
| 第298回 | 2012年12月20日 | 城樹翔                                                                                                 | クリスマスにあわせて登場 |
| 第300回 | 2013年1月10日  | 城樹翔 桃井いちご 五行なずな 夏野こおり かわしまりの 鈴田美夜子 桜川未央 桃井穂美 桐谷華 荻原秀樹 風音 | 300回記念配信で、城樹翔と桃井いちごの2名が司会進行し、荻原と風音もゲスト扱い                                                               |
| 第302回 | 2013年1月24日  | 東かりん                                                                                               | 『みんな捧げちゃう!』の告知に登場 |
| 第303回 | 2013年1月31日  | 東かりん                                                                                               | 『みんな捧げちゃう!』の告知に登場 |
| 第306回 | 2013年2月21日  | 桃井穂美                                                                                               | 『みんな捧げちゃう!』の告知に登場 |
| 第307回 | 2013年2月28日  | 桃井穂美                                                                                               | 『みんな捧げちゃう!』の告知に登場 |
| 第308回 | 2013年3月7日   | 北見六花                                                                                               | 『ハピメア』の告知に登場 |
| 第309回 | 2013年3月14日  | 北見六花                                                                                               | 『ハピメア』の告知に登場 |
| 第314回 | 2013年4月18日  | まきいづみ                                                                                             | 自主企画イベント「お姉さま達といっしょ♪」の告知に登場                                                                                      |
| 第315回 | 2013年4月25日  | 鈴音華月 桃井穂美                                                                                      | AXLラジオ「百花繚乱エリクシル」ミルトス放送局！の告知に登場                                                                                |
| 第326回 | 2013年7月11日  | 有栖川みや美                                                                                           | ラジオCD『ほめられてのびるらじおZ』Vol.6の告知に登場                                                                                       |
| 第327回 | 2013年7月18日  | 有栖川みや美                                                                                           | ラジオCD『ほめられてのびるらじおZ』Vol.6の告知に登場                                                                                       |
| 第344回 | 2013年11月14日 | 夏峰いろは 綾部結花                                                                                    | 途中乱入のサプライズ。恋がさくころ桜どき さくらじの告知に登場                                                                              |
| 第346回 | 2013年11月28日 | 夏峰いろは 綾部結花                                                                                    | |
| 第348回 | 2013年12月12日 | 桜川未央 城樹翔                                                                                        | コミックマーケットでの、Whirlpool & HOOKSOFT Presents うみおかける! 大航海ラジオCD、合同CD告知に登場                                       |
| 第351回 | 2014年1月9日   | 夏峰いろは 綾部結花                                                                                    | 新春特別企画として『恋がさくころ桜どき さくらじ』との合同番組、前編（後編は同日配信の『さくらじ』第9回）                                   |
| 第352回 | 2014年1月16日  | 一条和矢                                                                                               | 飛び入りゲスト |
| 第355回 | 2014年2月6日   | 奏雨                                                                                                   | 『恋する気持ちの花言葉』の告知に登場 |
| 第356回 | 2014年2月13日  | 奏雨                                                                                                   | 『恋する気持ちの花言葉』の告知に登場 |
| 第361回 | 2014年3月20日  | 榊原ゆい                                                                                               | 音楽CD「LOVE×CoverSongs」の告知に登場 |
| 第362回 | 2014年3月27日  | 榊原ゆい                                                                                               | 音楽CD「LOVE×CoverSongs」の告知に登場 |
| 第365回 | 2014年4月17日  | 白月かなめ 桃井穂美                                                                                    | AXLラジオ「レーシャル・マージ」王立選抜学院 放送部！の告知に登場                                                                           |
| 第366回 | 2014年4月24日  | 白月かなめ 桃井穂美                                                                                    | AXLラジオ「レーシャル・マージ」王立選抜学院 放送部！の告知に登場                                                                           |
| 第369回 | 2014年5月15日  | 民安ともえ けんせい                                                                                    | 音楽CD「HOME」の告知に登場 |
| 第381回 | 2014年8月7日   | （名前公表されず）                                                                                     | 8月15日発売の『ほめられてのびるらじおZ』Vol.11 CD特別編内でゲストの芸名が決定したため、381回配信内ではゲストの名が公表されず               |
| 第385回 | 2014年9月4日   | 榊原ゆい                                                                                               | 音楽CD『Amazing』の告知に登場 |
| 第386回 | 2014年9月11日  | 榊原ゆい                                                                                               | 音楽CD『Amazing』の告知に登場 |
| 第397回 | 2014年11月27日 | みたかりん                                                                                             | |
| 第398回 | 2014年12月4日  | みたかりん                                                                                             | |
| 第402回 | 2015年1月8日   | 夏峰いろは                                                                                             | |
| 第406回 | 2015年2月5日   | 遠野そよぎ                                                                                             | 『花咲ワークスプリング!』の告知に登場 |
| 第407回 | 2015年2月12日  | 遠野そよぎ                                                                                             | 『花咲ワークスプリング!』の告知に登場 |
| 第408回 | 2015年2月19日  | くすはらゆい                                                                                           | 『鯨神のティアスティラ』の告知に登場 |
| 第409回 | 2015年2月26日  | くすはらゆい                                                                                           | 『鯨神のティアスティラ』の告知に登場 |
| 第412回 | 2015年3月19日  | 山田ゆな                                                                                               | 『クロノクロック』の告知に登場 |
| 第413回 | 2015年3月26日  | 山田ゆな                                                                                               | 『クロノクロック』の告知に登場 |
| 第414回 | 2015年4月2日   | 遠野そよぎ                                                                                             | 『プラマイウォーズ』の告知に登場 |
| 第415回 | 2015年4月9日   | 遠野そよぎ                                                                                             | 『プラマイウォーズ』の告知に登場 |
| 第416回 | 2015年4月16日  | 桜川未央 白月かなめ                                                                                    | 『真・恋姫†英雄譚 〜乙女繚乱☆三国志演義〜 第1弾「蜀編」』の告知に登場                                                                      |
| 第417回 | 2015年4月23日  | 桜川未央 白月かなめ                                                                                    | 『真・恋姫†英雄譚 〜乙女繚乱☆三国志演義〜 第1弾「蜀編」』の告知に登場                                                                      |
| 第418回 | 2015年4月30日  | 秋野花                                                                                                 | 『ALIA's CARNIVAL! Flowering Sky』の告知に登場                                                                                             |
| 第419回 | 2015年5月7日   | 秋野花                                                                                                 | 『ALIA's CARNIVAL! Flowering Sky』の告知に登場                                                                                             |
| 第428回 | 2015年7月9日   | 桃井穂美 平野響子                                                                                      | AXLラジオ「あやかしコントラクト」宝泉守町放送局！の告知に登場                                                                              |
| 第429回 | 2015年7月16日  | 桃井穂美 平野響子                                                                                      | AXLラジオ「あやかしコントラクト」宝泉守町放送局！の告知に登場                                                                              |
| 第434回 | 2015年8月20日  | 歩サラ 小倉結衣                                                                                        | 『僕と恋するポンコツアクマ。』の告知に登場                                                                                                 |
| 第435回 | 2015年8月27日  | 歩サラ 小倉結衣                                                                                        | 『僕と恋するポンコツアクマ。』の告知に登場                                                                                                 |
| 第436回 | 2014年9月3日   | 深井晴花 奏雨                                                                                          | 『真・恋姫†英雄譚 〜乙女繚乱☆三国志演義〜 第2弾「魏編」』の告知に登場                                                                      |
| 第437回 | 2015年9月10日  | 深井晴花 奏雨                                                                                          | 『真・恋姫†英雄譚 〜乙女繚乱☆三国志演義〜 第2弾「魏編」』の告知に登場                                                                      |
| 第438回 | 2015年9月17日  | 上田朱音                                                                                               | XRADIOSの告知に登場 |
| 第439回 | 2015年9月24日  | 上田朱音                                                                                               | XRADIOSの告知に登場 |
| 第440回 | 2015年10月1日  | ヒマリ みたかりん                                                                                      | 『エロ漫画家さんと貧乏姉妹』の告知に登場                                                                                                   |
| 第441回 | 2015年10月8日  | ヒマリ みたかりん                                                                                      | 『エロ漫画家さんと貧乏姉妹』の告知に登場                                                                                                   |
| 第442回 | 2015年10月15日 | 桃井いちご 榊原ゆい                                                                                    | 『真・恋姫†英雄譚 〜乙女繚乱☆三国志演義〜 第3弾「呉編」』の告知に登場                                                                      |
| 第443回 | 2015年10月22日 | 桃井いちご 榊原ゆい                                                                                    | 『真・恋姫†英雄譚 〜乙女繚乱☆三国志演義〜 第3弾「呉編」』の告知に登場                                                                      |
| 第444回 | 2015年10月29日 | 橘まお                                                                                                 | |
| 第445回 | 2015年11月5日  | 橘まお                                                                                                 | |
| 第446回 | 2015年11月12日 | 歩サラ 杏花                                                                                            | 『オトメ*ドメイン』の告知に登場 |
| 第447回 | 2015年11月19日 | 歩サラ 杏花                                                                                            | 『オトメ*ドメイン』の告知に登場 |
| 第448回 | 2015年11月26日 | Ayumi.                                                                                                 | デビュー10周年記念ライブの告知に登場 |
| 第449回 | 2015年12月3日  | Ayumi.                                                                                                 | |
| 第452回 | 2015年12月24日 | 城樹翔                                                                                                 | クリスマスにあわせて登場 |
| 第453回 | 2016年1月7日   | 歩サラ 杏花                                                                                            | 『オトメ*ドメイン RADIO*MAIDEN』の告知に登場                                                                                               |
| 第455回 | 2016年1月21日  | あじ秋刀魚 桃井穂美                                                                                    | AXL ラジオ「恋する乙女と守護の楯 ～薔薇の聖母～」紫法院学園 放送部！の告知に登場                                                           |
| 第456回 | 2016年1月28日  | 逢瀬アキラ                                                                                             | |
| 第457回 | 2016年2月4日   | Ayumi.                                                                                                 | SAGA PLANETS新作発表会の告知に登場 |
| 第459回 | 2016年2月18日  | 秋野花 拝師みほ                                                                                        | 『戦姫インペリアル from 英雄*戦姫』の告知に登場                                                                                            |
| 第460回 | 2016年2月25日  | 萌花ちょこ                                                                                             | 『ワールド・エレクション』の告知に登場 |
| 第461回 | 2016年3月3日   | 上田朱音                                                                                               | ファーストミニアルバムの告知に登場 |
| 第462回 | 2016年3月10日  | 藤咲ウサ 在原ほたる                                                                                    | 『聖鍵遣いの命題』の告知に登場 |
| 第463回 | 2016年3月17日  | 城樹翔                                                                                                 | ホワイトデーにあわせて出演 |
| 第465回 | 2016年3月31日  | 桜あいね                                                                                               | 『ワガママハイスペック』の告知に登場 |
| 第468回 | 2016年4月21日  | 桃井いちご                                                                                             | |
| 第471回 | 2016年5月12日  | 秋野花 くすはらゆい                                                                                    | 『フローラル・フローラブ』の告知に登場 |
| 第472回 | 2016年5月19日  | 秋野花 くすはらゆい                                                                                    | 『フローラル・フローラブ』の告知に登場 |
| 第477回 | 2016年6月23日  | 柚木かなめ 乃嶋架菜                                                                                    | 『真・恋姫†英雄譚 123+PLUS 〜乙女艶乱☆三国志演義 〜』の告知に登場                                                                          |
| 第478回 | 2016年6月30日  | 柚木かなめ 乃嶋架菜                                                                                    | 『真・恋姫†英雄譚 123+PLUS 〜乙女艶乱☆三国志演義 〜』の告知に登場                                                                          |
| 第479回 | 2016年7月7日   | 逢瀬アキラ 民安ともえ                                                                                  | ライブイベント「PINK PINK PINK」の告知に登場                                                                                               |
| 第480回 | 2016年7月14日  | 逢瀬アキラ 民安ともえ                                                                                  | ライブイベント「PINK PINK PINK」の告知に登場                                                                                               |
| 第481回 | 2016年7月21日  | 橘まお                                                                                                 | 『銀色、遥か』の告知に登場 |
| 第482回 | 2016年7月28日  | 榊原ゆい 橋本みゆき                                                                                    | 「LIVE battle ! 橋本みゆき vs 榊原ゆい ～アナタの胸、お借りします。～」の告知に登場                                                        |
| 第483回 | 2016年8月4日   | 藤咲ウサ 在原ほたる                                                                                    | 先史文明中央情報管理局広報部 ファイン!! の告知に登場                                                                                       |
| 第484回 | 2016年8月11日  | あじ秋刀魚 桃井穂美                                                                                    | AXLラジオ「恋する乙女と守護の楯 ～薔薇の聖母～」紫法院学園 放送部！の告知に登場                                                            |
| 第487回 | 2016年9月1日   | 夏峰いろは 桜川未央                                                                                    | 『枯れない世界と終わる花』の告知に登場 |
| 第488回 | 2016年9月8日   | 夏峰いろは 桜川未央                                                                                    | 『枯れない世界と終わる花』の告知に登場 |
| 第491回 | 2016年9月29日  | くすはらゆい 杏子御津                                                                                  | 『春音アリス*グラム』の告知に登場 |
| 第492回 | 2016年10月6日  | くすはらゆい 橘まお                                                                                    | 『シンソウノイズ～受信探偵の事件簿～』の告知に登場                                                                                         |
| 第493回 | 2016年10月13日 | 葵ゆり                                                                                                 | 『Re:LieF 〜親愛なるあなたへ〜』の告知に登場                                                                                               |
| 第494回 | 2016年10月20日 | 葵ゆり                                                                                                 | 『Re:LieF 〜親愛なるあなたへ〜』の告知に登場                                                                                               |
| 第496回 | 2016年11月3日  | 水野七海                                                                                               | 『残念な姉との幸福論』の告知に登場 |
| 第497回 | 2016年11月10日 | 香山いちご 上間江望                                                                                    | 『キミの瞳にヒットミー』の告知に登場 |
| 第498回 | 2016年11月17日 | 藤咲ウサ 秋野花                                                                                        | 『星恋*ティンクル』の告知に登場 |
| 第502回 | 2016年12月15日 | 奏雨                                                                                                   | 『春音アリス*グラム』の告知に登場 |
| 第503回 | 2016年12月22日 | 桃井穂美 桃井いちご                                                                                    | 『王の耳には届かない!』の告知に登場 |
| 第506回 | 2017年1月19日  | くすはらゆい                                                                                           | 『しゅがてん! -sugarfull tempering-』の告知に登場                                                                                          |
| 第510回 | 2017年2月16日  | 藤咲ウサ                                                                                               | 『しゅがてん! -sugarfull tempering-』の告知に登場                                                                                          |
| 第512回 | 2017年3月2日   | 熊谷健太郎                                                                                             | |
| 第513回 | 2017年3月9日   | 仁波双葉                                                                                               | 『フルキス』の告知に登場 |
| 第514回 | 2017年3月16日  | 城樹翔                                                                                                 | ホワイトデーにあわせて登場 |
| 第516回 | 2017年3月30日  | 星鹿りえ ありかわ真奈                                                                                  | valqourzの告知に登場 |
| 第517回 | 2017年4月6日   | 星鹿りえ ありかわ真奈                                                                                  | |
| 第518回 | 2017年4月13日  | 歩サラ 奏雨 野☆球                                                                                      | 『桜花裁き』の告知に登場 |
| 第519回 | 2017年4月20日  | 霜月はるか                                                                                             | |
| 第520回 | 2017年4月27日  | Ayumi.                                                                                                 | 荻原が鼻の骨折で入院による欠席のため、桜川未央が代打パーソナリティとして出演し、風音と共に番組進行。Ayumi.はB.G.M Liveの告知にゲスト出演。 |
| 第521回 | 2017年5月4日   | 桃井いちご                                                                                             | 前回に引き続き荻原欠席のため、桜川未央が代打パーソナリティ。                                                                               |
| 第522回 | 2017年5月11日  | みる                                                                                                   | 『あなたに恋する恋愛ルセット』の告知に登場                                                                                                 |
| 第523回 | 2017年5月18日  | みたかりん                                                                                             | 『あなたに恋する恋愛ルセット』の告知に登場                                                                                                 |
| 第524回 | 2017年5月25日  | 美咲桃子                                                                                               | 『お嬢様と憐れな（こ）執事』の告知に登場                                                                                                   |
| 第525回 | 2017年6月1日   | 宇佐美日和 蓬かすみ                                                                                    | valqourzと、まきいづみ主催イベントの告知に登場                                                                                             |
| 第526回 | 2017年6月8日   | 秋野花                                                                                                 | 『景の海のアペイリア』の告知に登場 |
| 第527回 | 2017年6月15日  | 乃嶋架菜 奏雨                                                                                          | 『真・恋姫†夢想-革命- 蒼天の覇王』の告知に登場                                                                                             |
| 第531回 | 2017年7月13日  | 花澤さくら                                                                                             | 『初情スプリンクル』の告知に登場 |
| 第532回 | 2017年7月20日  | Ceui                                                                                                   | アルバムとライブの告知に登場 |
| 第533回 | 2017年7月27日  | 五行なずな                                                                                             | コミックマーケット販売物の告知に登場 |
| 第534回 | 2017年8月3日   | Ayumi. 橋本千明                                                                                        | ラジオ『美少女ゲームMUSIC ON AIR!』とライブの告知に登場                                                                                    |
| 第538回 | 2017年8月31日  | 逢瀬アキラ 藤咲ウサ                                                                                    | |
| 第541回 | 2017年9月21日  | くすはらゆい 秋野花                                                                                    | 『アオイトリ』の告知に登場 |
| 第544回 | 2017年10月12日 | 奏雨 桃井いちご                                                                                        | 『ヤミと祝祭のサンクチュアリ』の告知に登場                                                                                                 |
| 第545回 | 2017年10月19日 | 奏雨 桃井いちご                                                                                        | 『あぶのーまるらば～ず』の告知に登場 |
| 第546回 | 2017年10月26日 | 歩サラ 藤咲ウサ                                                                                        | 『ぼくらの放課後戦争! -AFTER SCHOOL WARS-』の告知に登場                                                                                    |
| 第547回 | 2017年11月2日  | 歩サラ 藤咲ウサ                                                                                        | 『ぼくらの放課後戦争! -AFTER SCHOOL WARS-』の告知に登場                                                                                    |
| 第548回 | 2017年11月9日  | Ceui                                                                                                   | ライブの告知に登場 |
| 第551回 | 2017年11月30日 | Rita                                                                                                   | アルバムとライブの告知に登場 |
| 第553回 | 2017年12月14日 | Duca                                                                                                   | ライブの告知に登場 |
| 第559回 | 2018年2月1日   | 五行なずな                                                                                             | |
| 第562回 | 2018年2月22日  | 柚原みう 八尋まみ                                                                                      | 『あくまで、これは～の物語』の告知に登場                                                                                                   |
| 第565回 | 2018年3月15日  | 藤咲ウサ 逢瀬アキラ                                                                                    | |
| 第566回 | 2018年3月22日  | 逢瀬アキラ                                                                                             | 『9-nine- そらいろそらうたそらのおと』の告知に登場                                                                                         |
| 第569回 | 2018年4月12日  | 荒井さん。                                                                                             | 『9-nine- そらいろそらうたそらのおと』の告知に登場                                                                                         |
| 第570回 | 2018年4月19日  | 荒井さん。                                                                                             | 『9-nine- そらいろそらうたそらのおと』の告知に登場                                                                                         |
| 第577回 | 2018年6月7日   | 桃井穂美 柚原みう                                                                                      | 『キュリオディーラー』の告知に登場 |
| 第578回 | 2018年6月14日  | 桃井穂美 柚原みう                                                                                      | 『キュリオディーラー』の告知に登場 |
| 第579回 | 2018年6月21日  | オリヒメヨゾラ(Ayumi.)                                                                                 | ライブの告知に登場 |
| 第580回 | 2018年6月28日  | Yuki-Lin サトウユキ                                                                                    | 『真・恋姫†夢想-革命- 孫呉の血脈』の告知に登場                                                                                             |
| 第581回 | 2018年7月5日   | かわしまりの 榊原ゆい                                                                                  | 『真・恋姫†夢想-革命- 孫呉の血脈』の告知に登場                                                                                             |
| 第582回 | 2018年7月12日  | 逢瀬アキラ 五十嵐芳樹                                                                                  | |
| 第583回 | 2018年7月19日  | 御子柴こより 秋野花                                                                                    | 『わんこの嫁入り～ようこそ！いぬのしっぽへ～』の告知に登場                                                                                 |
| 第584回 | 2018年7月26日  | Ceui                                                                                                   | アルバムとライブの告知に登場 |
| 第589回 | 2018年8月30日  | 柚原みう 綾音まこ                                                                                      | 『ケモノ娘の育て方』の告知に登場 |
| 第590回 | 2018年9月6日   | 柚原みう 綾音まこ                                                                                      | 『ケモノ娘の育て方』の告知に登場 |
| 第593回 | 2018年9月27日  | 秋野花                                                                                                 | |
| 第594回 | 2018年10月4日  | 秋野花                                                                                                 | |
| 第595回 | 2018年10月11日 | Ceui                                                                                                   | アルバムの告知に登場 |
| 第597回 | 2018年10月25日 | 藤咲ウサ 相模恋                                                                                        | 『アメイジング・グレイス -What color is your attribute?-』の告知に登場                                                                     |
| 第598回 | 2018年11月1日  | Duca                                                                                                   | アルバムの告知に登場 |
| 第600回 | 2018年11月15日 | 夏峰いろは 杏花 歩サラ 桜川未央                                                                        | 600回記念配信 |
| 第606回 | 2018年12月27日 | 城樹翔                                                                                                 | クリスマス時期にあわせて登場 |
| 第608回 | 2019年1月7日   | 鹿野まなか 藤咲ウサ                                                                                    | 『ネコ神さまと、ななつぼし』の告知に登場                                                                                                   |
| 第609回 | 2019年1月24日  | 鹿野まなか 藤咲ウサ                                                                                    | 『ネコ神さまと、ななつぼし』の告知に登場                                                                                                   |
| 第614回 | 2019年2月28日  | 鹿野まなか 藤咲ウサ                                                                                    | 『ネコ神さまと、ななつぼし』の告知に登場                                                                                                   |
| 第615回 | 2019年3月7日   | 榊原ゆい                                                                                               | ライブの告知に登場 |
| 第620回 | 2019年4月11日  | 荒井さん。                                                                                             | 『9-nine- はるいろはるこいはるのかぜ』の告知に登場                                                                                         |
| 第621回 | 2019年4月18日  | 荒井さん。                                                                                             | 『9-nine- はるいろはるこいはるのかぜ』の告知に登場                                                                                         |
| 第622回 | 2019年4月29日  | 米倉千尋                                                                                               | 『9-nine-シリーズ』の楽曲やイベント、ライブの告知に登場                                                                                    |
| 第626回 | 2019年5月23日  | 水野七海 囲まこと                                                                                      | 水野七海のCDの告知に登場 |
| 第627回 | 2019年5月30日  | Duca                                                                                                   | 『月の彼方で逢いましょう』とライブの告知に登場                                                                                             |
| 第634回 | 2019年7月18日  | 吉田真弓                                                                                               | ぱれっとのイベントの告知に登場 |
| 第635回 | 2019年7月25日  | 桜川未央 夏野巳琴                                                                                      | 『真・恋姫†夢想-革命- 劉旗の大望』の告知に登場                                                                                             |
| 第637回 | 2019年8月8日   | 杏花                                                                                                   | ライブの告知に登場 |
| 第643回 | 2019年9月19日  | 歩サラ 藤咲ウサ                                                                                        | 『ぼくらの放課後戦争! -AFTER SCHOOL WARS-』の告知に登場                                                                                    |
| 第644回 | 2019年9月26日  | 五行なずな                                                                                             | |

### CD特別編などでのゲスト
主に、本編配信後に音泉より発売されたラジオCDについている新規収録CDと、Purple software及びぱれっとの該当作品をオフィシャル通販で購入すると添付されるCDの2つに大別される。
| 収録作品                                                                                   | 発売日         | ゲスト | 備考                                                                                      |
| ------------------------------------------------------------------------------------------ | -------------- | --- | ----------------------------------------------------------------------------------------- |
| 『明日の君と逢うために』特別編                                                             | 2007年11月30日 | 五行なずな |                                                                                           |
| 『さくらシュトラッセ』特別編                                                               | 2008年1月25日  | 桜川未央 |                                                                                           |
| 『ほめられてのびるらじおPP』Vol.3 特別編                                                   | 2008年5月3日   | みる | 北海道ロケ                                                                                |
| 『春色桜瀬』特別編                                                                         | 2008年7月31日  | 遠野そよぎ |                                                                                           |
| 『明日の七海と逢うために』特別編                                                           | 2008年10月24日 | 夏野こおり |                                                                                           |
| 『ほめられてのびるらじおPP』Vol.5 特別編                                                   | 2009年1月23日  | 一色ヒカル |                                                                                           |
| 『ほめられてのびるらじおPP』Vol.6 特別編                                                   | 2009年5月5日   | 五行なずな | 沖縄ロケ                                                                                  |
| 『メモリア』特別編                                                                         | 2009年8月28日  | 榊原ゆい |                                                                                           |
| 『ましろ色シンフォニー』特別編                                                             | 2009年10月30日 | 五行なずな |                                                                                           |
| 「ほめられてのびるクリスマスケーキ」録り下ろし番組                                         | 2009年12月24日 | 城樹翔 | 途中乱入のサプライズ                                                                      |
| 『夏に奏でる僕らの詩』特別編                                                               | 2010年3月26日  | まきいづみ |                                                                                           |
| 『すてぃ〜るMyはぁと』特別編                                                               | 2010年7月30日  | 鈴田美夜子 |                                                                                           |
| 『ほめられてのびるらじおPP』Vol.10 特別編                                                  | 2010年8月12日  | 深井晴花 |                                                                                           |
| 『ほめられてのびるらじおPP』Vol.11 特別編                                                  | 2010年8月12日  | 五行なずな |                                                                                           |
| 『初恋サクラメント』特別編                                                                 | 2010年12月24日 | 桃井いちご |                                                                                           |
| 『ほめられてのびるらじおPP』Vol.12 特別編                                                  | 2010年12月26日 | 城樹翔 |                                                                                           |
| 『ほめられてのびるらじおPP』Vol.13 特別編                                                  | 2010年12月26日 | 桜川未央 |                                                                                           |
| 『Primary Step』特別編                                                                     | 2011年4月28日  | 榊るな |                                                                                           |
| 『ほめられてのびるらじおPP』Vol.14 特別編                                                  | 2011年8月12日  | 鈴田美夜子 |                                                                                           |
| 『ほめられてのびるらじおPP』Vol.15 特別編                                                  | 2011年8月12日  | 桃井いちご |                                                                                           |
| 『未来ノスタルジア』特別編                                                                 | 2011年9月2日   | 柚木かなめ |                                                                                           |
| 『ほめられてのびるらじおPP』Vol.16 特別編                                                  | 2011年10月2日  | 夏野こおり |                                                                                           |
| 『晴れときどきお天気雨』特別編                                                             | 2011年11月25日 | 森谷実園 |                                                                                           |
| 『ほめられてのびるらじおPP』Vol.17 特別編                                                  | 2011年12月29日 | 五行なずな、桜川未央、鈴田美夜子、深井晴花、桃井いちご                                                            | 居酒屋でのロケ                                                                            |
| 『ほめられてのびるらじおZ』Vol.1 特別編                                                    | 2011年12月29日 | 桜川未央 | 箱根ロケ                                                                                  |
| 『しあわせ家族部』特別編                                                                   | 2012年5月25日  | 高藤まりあ |                                                                                           |
| 『ほめられてのびるらじおZ』Vol.2 特別編                                                    | 2012年8月10日  | 桃井いちご | 愛知県ロケ                                                                                |
| 『ほめられてのびるらじおZ』Vol.3 特別編                                                    | 2012年8月10日  | 桃井いちご | 愛知県ロケ                                                                                |
| 『ほめられてのびるらじおZ』Vol.4 特別編                                                    | 2012年12月29日 | 桐谷華 |                                                                                           |
| 『ほめられてのびるらじおZ』Vol.5 特別編                                                    | 2012年12月29日 | 夏野こおり |                                                                                           |
| 『ハピメア』特別編                                                                         | 2013年2月28日  | 北見六花 |                                                                                           |
| 『ほめられてのびるらじおZ』Vol.6 特別編                                                    | 2013年8月10日  | 桜川未央、有栖川みや美、ヒマリ                                                                                    |                                                                                           |
| 『ほめられてのびるらじおZ』Vol.8 特別編                                                    | 2013年12月29日 | 夏峰いろは、綾部結花                                                                                              |                                                                                           |
| 『ほめられてのびるらじおZ』Vol.9 特別編                                                    | 2013年12月29日 | かわしまりの、乃嶋架菜、小倉結衣、鈴田美夜子                                                                      |                                                                                           |
| もっと！ ほめられてのびる！ 大航海ラジオ・Z                                                | 2013年12月29日 | 城樹翔、桜川未央（実際には合同パーソナリティ）                                                                    | Vol.8.Vol.9と、『もっと！ うみおかける！ 大航海ラジオ』Vol.2を同時購入した際の特典CD      |
| 『ほめられてのびるらじおZ』Vol.10 特別編                                                   | 2014年4月29日  | 金田まひる、桃井穂美、夏峰いろは                                                                                  |                                                                                           |
| 『恋がさくころ桜どき さくらじ ほめられてのびるらじおZ』特別編                              | 2014年6月27日  | 夏峰いろは、綾部結花（実際には合同パーソナリティ）                                                                |                                                                                           |
| 『ほめられてのびるらじおZ』Vol.11 特別編                                                   | 2014年8月15日  | 桃井穂美、桃井いちご、柚木かなめ、東かりん、柚木サチ、柚原みう、有賀桃、美咲桃子、日向苺、新人声優1名             |                                                                                           |
| 『ほめられてのびるらじおZ』Vol.12 特別編                                                   | 2014年8月15日  | 金田まひる、榊るな、まきいづみ                                                                                    |                                                                                           |
| ほめられてのびるらじお 恋がさくころ桜どき さくらじZ                                        | 2014年8月15日  | 夏峰いろは、綾部結花（実際には合同パーソナリティ）                                                                | Vol.11.Vol.12と、『恋がさくころ桜どき さくらじ』Vol.1を同時購入した際の特典CD             |
| 『ほめられてのびるらじおZ』Vol.13 特別編                                                   | 2014年12月28日 | 夏峰いろは、柚木かなめ、桃井穂美、みたかりん                                                                      |                                                                                           |
| 『ほめられてのびるらじおZ』Vol.14 特別編                                                   | 2014年12月28日 | 五行なずな、民安ともえ                                                                                            |                                                                                           |
| ほめられてのびるらじお 恋がさくころ桜どき さくらじZ2                                       | 2014年12月28日 | 夏峰いろは、綾部結花（実際には合同パーソナリティ）                                                                | Vol.13.Vol.14と、『恋がさくころ桜どき さくらじ』Vol.2.Vol.3.Vol.4を同時購入した際の特典CD |
| 『クロノクロック』特別編                                                                   | 2015年4月24日  | 山田ゆな |                                                                                           |
| 『ほめられてのびるらじおZ』Vol.15 特別編                                                   | 2015年5月2日   | 小倉結衣、山田ゆな                                                                                                |                                                                                           |
| 『ほめられてのびるらじおZ』Vol.16 特別編                                                   | 2015年8月14日  | 五行なずな、かわしまりの、くすはらゆい、秋野花、藤咲ウサ                                                          |                                                                                           |
| 『ほめられてのびるらじおZ』Vol.17 特別編                                                   | 2015年8月14日  | 民安ともえ、Ayumi.、新堂真弓、逢瀬アキラ、光祈ららか                                                              |                                                                                           |
| ほめられてのびるらじおZ 歌トーーク                                                         | 2015年8月14日  | けんせい | Vol.16.Vol.17を同時購入した際の特典CD                                                     |
| 『ほめられてのびるらじおZ』Vol.19 特別編                                                   | 2015年12月29日 | 秋野花、藤咲ウサ                                                                                                  |                                                                                           |
| ほめられてのびるらじおZ Presents「ほめらじんろう」                                         | 2015年12月29日 | 杏子御津、香山いちご、橘まお、美月、桃井穂美、唯香、柚木かなめ                                                    |                                                                                           |
| ほめられてのびるらじおZ 歌トーーク2                                                        | 2015年12月29日 | 稲井ゆう、逢瀬アキラ、けんせい                                                                                    | Vol.18と「ホメラレコード2」を同時購入した際の特典CD                                       |
| 『ほめられてのびるらじおZ』Vol.20 特別編                                                   | 2016年5月1日   | 城樹翔、桜川未央、かわしまりの、秋野花                                                                            |                                                                                           |
| ほめられてのびるらじお オトメ*ドメイン 合同CD                                              | 2016年5月1日   | 歩サラ、杏花（実際には合同パーソナリティ）                                                                        | Vol.20と、『オトメ*ドメイン RADIO*MAIDEN』Vol.1を同時購入した際の特典CD                   |
| 『ほめられてのびるらじおZ』Vol.21 特別編                                                   | 2016年8月12日  | 杏花、春海ほのか、光祈ららか、桜川未央                                                                            |                                                                                           |
| 『ほめられてのびるらじおZ』Vol.22 特別編                                                   | 2016年8月12日  | あじ秋刀魚、杏花、歩サラ、桃井穂美、Ayumi.、葉村夏緒、水島理音                                                    |                                                                                           |
| ほめられてのびるらじお オトメ*ドメイン 合同CD2                                             | 2016年8月12日  | 歩サラ、杏花（実際には合同パーソナリティ）                                                                        | Vol.21.Vol.22と、『オトメ*ドメイン RADIO*MAIDEN』Vol.2を同時購入した際の特典CD            |
| 『ほめられてのびるらじおZ』Vol.23 特別編                                                   | 2016年12月29日 | 歩サラ、上田朱音、榛名れん、ヒマリ                                                                                |                                                                                           |
| 『ほめられてのびるらじおZ』Vol.24 特別編                                                   | 2016年12月29日 | 桃井穂美、かわしまりの、杏花、綾音まこ、月野きいろ                                                                |                                                                                           |
| ほめられてのびるらじおZ Presents『ほめらじんろう2』                                        | 2016年12月29日 | 杏子御津、桃井穂美、柚木かなめ、奏雨、東かりん、星鹿りえ、白月かなめ                                              |                                                                                           |
| ほめられてのびるらじおZ 出張版 ホメトーーク                                                | 2017年4月26日  | 鶴屋春人、夏野こおり、夏峰いろは、秋野花、雪村とあ                                                                |                                                                                           |
| 『ほめられてのびるらじおZ』Vol.25 特別編                                                   | 2017年8月11日  | みる、五行なずな、井村屋ほのか、夏野こおり                                                                        |                                                                                           |
| 『ほめられてのびるらじおZ』Vol.26 特別編                                                   | 2017年8月11日  | 桃井いちご、柚木かなめ、鈴田美夜子、桃井穂美、もな                                                                |                                                                                           |
| 『ほめられてのびるらじおZ』Vol.27 特別編                                                   | 2017年12月28日 | 在原ほたる、桜川未央、桃井いちご、みる                                                                            |                                                                                           |
| 『ほめられてのびるらじおZ』Vol.28 特別編                                                   | 2017年12月28日 | 蓬かすみ、唯香、和央きりか、北大路ゆき                                                                            |                                                                                           |
| 『ほめられてのびるらじおZ』Vol.29 特別編                                                   | 2018年4月30日  | 桜糀まい、水瀬ゆき、七瀬こより                                                                                    |                                                                                           |
| 「ほめられてのびるらじおZ」テーマソング 「ほめられてのびるらじおZ/ほめてくれてありがとう」 | 2018年8月10日  | 逢瀬アキラ、 五十嵐芳樹                                                                                           | テーマソングCDに付随した録り下ろしラジオ                                                  |
| 『ほめられてのびるらじおZ』Vol.31 特別編                                                   | 2018年12月28日 | くすはらゆい、杉原茉莉、水野七海                                                                                  |                                                                                           |
| 『ほめられてのびるらじおZ』Vol.32 特別編                                                   | 2018年12月28日 | 夏峰いろは、在原ほたる、藤咲ウサ、小波すず                                                                        |                                                                                           |
| 「ほめられてのびるらじおZ」「オトメ*ドメイン RADIO＊MAIDEN」合同ラジオ番組                 | 2019年4月29日  | 歩サラ、杏花（実際にはパーソナリティをシャッフルして「ほめらじ」と「オトメ*ドメイン RADIO＊MAIDEN」を行っている） | Vol.33と、『オトメ*ドメイン RADIO*MAIDEN』Vol.10を同時購入した際の特典CD                  |
| 『ほめられてのびるらじおZ』Vol.34 特別編                                                   | 2019年8月8日   | 城樹翔、桜川未央                                                                                                  |                                                                                           |
| 『ほめられてのびるらじおZ』Vol.35 特別編                                                   | 2019年8月8日   | みる、深井晴花 |                                                                                           |
| 「ほめられてのびるらじおZ」「オトメ*ドメイン RADIO＊MAIDEN」合同ラジオ番組                 | 2019年8月8日   | 歩サラ、杏花（実際にはパーソナリティをシャッフルして「ほめらじ」と「オトメ*ドメイン RADIO＊MAIDEN」を行っている） | Vol.34、Vol.35と、『オトメ*ドメイン RADIO*MAIDEN』Vol.11を同時購入した際の特典CD          |
| 『ほめられてのびるらじおZ』Vol.36 特別編                                                   | 2019年12月27日 | 五行なずな |                                                                                           |

## エピソード

### 番組に関してのエピソード
- 本来は「褒めて褒められてみんなで伸びよう」という主旨の番組であったが、第1回配信の冒頭で風音が「ほめてあげてもいいよ」と予想外の挨拶をしたのがきっかけで、風音の本来のキャラを活かす目的で荻原・風音含めて「出演者が『S』か『M』か確認する事」が定番となった。
- スポンサーが発売するゲームに、パーソナリティやゲストによって独自のテーマ曲のような短い歌が作られることがある。その中で『ましろ色シンフォニー』の曲として五行なずなが作り第132回配信で歌われた「ましろ戦隊ぱんにゃマン」は、後にフルコーラスの歌詞が付き、作曲家によってアレンジされ、独立した曲としてCDに収録された。
- 2013年6月28日、地上波FMラジオのエフエムさがみにて、『ほめられてのびるらじおZ』のCMを放送。またCM放送直前、急遽エフエムさがみの生放送番組『金曜ハミング』に、荻原と藤林が出演して告知と宣伝を行った[7]。この時の模様は、『ほめられてのびるらじおZ CD Vol.7』の特別編CDに収録された。
- 番組累計400回を記念して、秋葉原のメイド喫茶キュアメイドカフェで、2014年12月12日から12月28日にかけてコラボ企画「『ほめられてのびるらじおZ』カフェ」を実施、番組内で募集したりスタッフが考案したりしたメニューが出品された[8]。また2014年12月18日の第400回配信は、公開録音イベント“風”の内容になっており、観客の声援や笑い声などが合成されている。
- 2015年4月4日には番組8周年を記念し、「8周年記念ファンミーティング ほめらじグッズで乾杯！〜あれからどれくらいたったのだろう〜」をイオンモール幕張新都心で開催[9]。荻原のほか、番組ディレクターの藤林、プロデューサーの酒井らが出席した。
- 番組10周年企画の第1弾として、2017年1月28日から29日の1泊2日で「荻原秀樹と行くほめられてのびるバスツアー」を実施した[10]。行き先には、ラジオCD『ほめられてのびるらじおZ』Vol.18で荻原、風音らが見学に行った、ほめらじのCDをプレスしているメモリーテック御殿場工場が含まれている。
- 2016年12月1日の500回記念は動画で配信され、ニコニコ動画でも公開された[11]。
- 2017年1月21日にはディファ有明にて、10周年記念イベント「ほめらじ10周年大感謝祭～降臨、秀樹&風音様in ディファ有明～」が開催され、荻原、風音のほか、歩サラ、杏花、桜川未央、桃井いちご、在原ほたる、藤咲ウサ、秋野花、あじ秋刀魚、桃井穂美、くすはらゆい、五行なずな、逢瀬アキラが出演した。荻原と逢瀬以外は、影ナレや影絵、着包みでの出演となっている[12]。
- 2017年3月15日に発表された第3回アニラジアワードにおいて、「BEST CREATIVE RADIO 企画ラジオ賞（一般枠）」を受賞した[13]。
- 2019年6月6日配信の第628回番組内で、10月3日の配信をもって番組が終了することが告知され、実際に10月3日の配信をもって最終回となった。

#### 風音に関してのエピソード
- 番組内の風音の自己中心的なサドぶりや、「お金」「ユキチ」などの言葉を連呼するにはじまる守銭奴ぶり、そして歯に衣着せない発言から、「S音様」（えすねさま）や「ドS」「パピヨン」というあだ名が定着した。メールを投げ捨てたり破ったりしたこともある（リスナーから「破ってください」と要望されることもある）。ゲストが来た際には、本来彼女が読むべき台本の箇所をゲストに読ませて自分は楽したりしようとする行為をほぼ毎回行っている。そのため音泉サイトでのCDVol.1紹介の際、『ユキチ大好きなトークサボリ魔「S音様」』と公式に紹介されるまでになった。
- 番組内コーナーが多くなるにつれ、風音がしょっちゅうエンディングの告知を噛むようになった。さらには、噛んで逆ギレしたり、噛んでも言い直さずにそのまま強引に推し進めたりするようになった本人は「噛んでません、滑ったんです」「計算です」などと主張しているが、「噛み様」「（噛むのは）仕様」などと荻原やリスナーから言われるようになっている。
  - 第104回ではリスナーからの投稿により、これまでの出演者が噛んだ回数を数えたランキングが投稿された。風音は断トツで、約100回の配信で400回以上噛んでいることが発表された。
- 353回放送では風音が気管支炎のため、普段の風音の声をサンプラーに12パターン登録したものが事前に用意され、風音はそれを使って意思疎通を行い、ほとんど自分の声で発言しない（できない）収録となった。このサンプラー音源は“メカ風音”と呼ばれ、『さくらじ』第12回でも使用されている。

#### 荻原に関してのエピソード
- 第1回配信で、風音と荻原が「お互いの呼び名を決めよう」という話をしていたとき、風音が荻原の呼び名について「ラブチ……」と言いかける。これは荻原がパーソナリティを務める別の番組『ねぶら』で、荻原が「ラブチキン」と呼ばれていたことに由来する。さらにリスナーから、やはり『ねぶら』に由来する「半目」などの名で呼ばれるメールが届くことが、初期の段階で多かった。
- あまりに自由な風音の言動に、荻原がツッコミを入れたりフォローしたりするケースが多い。また荻原は自分のことを「語り癖がある」「喋りすぎ」と言っており、番組公式ページでも「必死に喋る荻さん」と表記されている。
- この番組が荻原との初対面だった風音は、荻原の第一印象が「怖い」「仲良くなれそうにない」だったが、その後「荻さんのフォローに助けられている」「お兄ちゃんみたいな人」になったという[14]。
- 2014年2月4日に、荻原が自身のブログで瀧本富士子との入籍を発表。その後の初の収録となった2月20日配信の第357回では、荻原を祝福するメールなどが大量に届き、それらが紹介された。
- 2017年4月27日、5月4日配信の第520回と第521回は、荻原が鼻を骨折して入院したため欠席。代理として桜川未央がパーソナリティになった。

### ディレクターに関してのエピソード
- ディレクターの藤林のことを、荻原と風音は「F林」「エフバヤーシ」「フジバヤーシ」「バヤーシ」「コピペ魔人」などと呼んでいる。
- 2008年夏ごろの配信から、藤林が作る台本の文章を過去のものから転載した（コピー&ペースト）際、過去の台本の情報が修正されずにそのまま残っていることが多くなった。そのため、その週の配信では呼ばれていないゲストや実施されていないコーナーの名前が載っていることがあり、荻原と風音がそのまま読んでしまうこと、わざとそのことを紹介してネタにすることがある。
- 第328回配信では荻原が遅刻したため、風音と共に藤林が途中まで番組を進行している。
- 第342回配信では、自身が出演する12月31日のカウントダウントークライブ宣伝のために直接出演している。

### ゲストに関するエピソード
- 五行なずなは、個人的にこの番組のリスナーであると公言している。ゲストに来た回数も多く「準レギュラー」とも言われており、通常配信およびCD特別版の最後のゲストにもなっている。
  - 「五行なずな」もしくは「五行Mずな」名義で何度も投稿メールを送っていて、第77回配信の『のびるちゃんのほめてくれ』のコーナーなどで実際に採用されている。さらに、スタッフやパーソナリティにも内緒にして匿名で複数のメールを投稿しているが、まだそちらが採用されたことはないと第82回配信で語っていた。だが第110回のPPカスタマイズで採用されたメールのうち、「コロラドなのだぞ」というペンネームのため、荻原、風音から「読みづらい」と文句を言われていたメールが、実は五行が投稿したものだったということが五行の告白で判明したと、第113回配信のエンディングで発表された。
- 第33回配信で初めてゲスト出演した城樹翔は、PurpleSoftware・ぱれっとの作品には『明日の君と逢うために』『明日の七海と逢うために』のサブキャラとして出演しただけであったが、名前の「しろ」にかけて「白」が関係する日（ホワイトクリスマス、ホワイトデーなど）にあわせ、その後もゲスト出演を繰り返している。
- 第154回、第155回配信で和泉つばすが見学に来ていたこととその行動が強調されていた。特に第155回配信では、一緒に見学していた五行なずなとともに、風音曰く「ましろガールズ」として収録ブース内に入る。声は出していないが、拍手などで参加している。

### 他番組との交流
この番組は、音泉で配信されているためや、他社の製品などの名前を出すことについて寛容なため、他の番組との交流が多い。
- 特に番組初期、荻原が出演している別のラジオ番組『ねぶら』のネタが多く、番組構成やリスナーからのメールが、『ねぶら』に関係している者が多かった（特に多いネタは荻原のニックネーム「半目ラブチキン」である）。
- 荻原と風音、またゲスト出演していたみるは、『ピリオドらじお』のプレ配信用にメールを送っており（ほめらじ第23,24回の収録前後に書かれたものと思われる）、『ピリオドらじお』番組中で紹介された。その後、風音と五行なずなが『頑張って少女騎士になるラジオ』にも同様の行為をし、読まれた後は金田まひるによってメールを破り捨てられた。
- 『リトルバスターズ!』およびそのラジオ番組である『ナツメブラザーズ! (21)』のネタが数回登場している。
  - 『リトルバスターズ! エクスタシー』でシナリオを書いた麻枝准が『ほめらじ』を聴いており、『リトルバスターズ! エクスタシー』ゲーム中に、風音が演じる朱鷺戸沙耶のセリフに『ほめらじ』の小ネタを仕組んでいた。そのこともあって、『ほめらじ』内で朱鷺戸沙耶についてのメールが数回読まれている。
  - 『ナツメブラザーズ! (21)』のパーソナリティである鈴田美夜子がゲストに来た『ほめらじ』第174回、第175回配信では、『ナツメブラザーズ! (21)』について何度も言及された。また『ナツメブラザーズ! (21)』の「称号」という企画を元にして、鈴田にキャッチフレーズを決めるという「風音・秀樹、ほめられますっ!」が第175回配信で行われた。そのキャッチフレーズは、『ナツメブラザーズ! (21)』第109回配信で使用されている。
- 『ほめらじ』内での夏野こおりの、自由すぎる「自由人」行動が原因で『島と海と☆こいそらじお』の特に初回配信時には、パーソナリティである夏野の「自由人」に関するメールが大量に届いた。2010年11月23日に行われた同番組の非公開録音放送では改めてこの件に触れ、「私が自由になるのは、あの人（に対して）だけだから」と、暗に荻原を指した。
- 『Whirlpool & HOOKSOFT Presents うみおかける！ 大航海ラジオ』とは互いの番組について何度も言及しており、それぞれのパーソナリティが相手の番組にゲストとして出演もしている。また、ラジオCD『ほめられてのびるらじおZ』Vol.8.Vol.9と、ラジオCD『もっと！ うみおかける！ 大航海ラジオ』Vol.2を同時購入した際の特典CDとして、荻原、風音と、『大航海ラジオ』のパーソナリティである城樹翔、桜川未央が4人でパーソナリティを行ったラジオCD『もっと！ ほめられてのびる！ 大航海ラジオ・Z』が特典として付属した。
- 2013年11月7日より、ぱれっとの新作ゲーム『恋がさくころ桜どき』を宣伝する番組『恋がさくころ桜どき さくらじ』がスタートする。姉妹番組扱いであり、『さくらじ』と『ほめらじ』のコラボコーナーもあるが、風音は「（『さくらじ』と『ほめらじ』共通となるスタッフは）裏切り者！」「ぶっ潰してやる！」「戦わなければ！ 斧をもて！」などと第342回配信などで発言している。それらの発言は『さくらじ』第1回内で紹介されている。
  - 2014年1月9日配信の第351回と、同日配信の『さくらじ』第9回は「新春合同番組」になっており荻原、風音に加え『さくらじ』パーソナリティの夏峰いろは、綾部結花が終始出演し、『ほめらじ』が前編、『さくらじ』が後編という連続構成になっている。
  - 公式サイトでは公表されていないが、実は風音が『恋がさくころ桜どき』に出演しているため[16]、ゲーム発売後は、風音が自分のキャラ名をほのめかして、密かにアピールするようになっている。
- 第446回、第447回にゲストで来た歩サラ、杏花によって、この二人をパーソナリティとし、ぱれっとクオリアの新作ゲーム『オトメ*ドメイン』を宣伝する、ほめらじの姉妹番組が開始されることが告知される。その後2015年12月24日より『オトメ*ドメイン RADIO*MAIDEN』というタイトルで新番組がスタートし、ほめらじとのコラボコーナーとして「オトメノ*ベンチマーク」が双方の番組で行われた。

## 関連商品

### 本編CD
ジーストア及び、コミックマーケットなどのイベントの音泉、Purple software、ぱれっと各企業ブースで販売。ジーストアおよび音泉での通信販売も行われている。
各CDともに2枚組となっており、1枚は過去配信を高音質化しMP3形式で保存したデータCD、もう1枚は新規収録のオーディオCDとなっている。
過去配信はCMおよび、番組中に紹介された一部の曲がカットされている。第69回、第300回では、ネット配信ではカットされていた部分が復活している。『ほめられてのびるらじおZ』の過去配信再収録分からは、毎回最後に「反省会」トークが追加されている。
| タイトル                                   | 初販売                                     | 過去収録分                             | 新規収録 |
| ------------------------------------------ | ------------------------------------------ | -------------------------------------- | --- |
| ラジオCD『ほめられてのびるらじおPP』Vol.1  | 2007年8月17日 コミックマーケット72         | 第1回 - 第14回                         | オープニング主題歌『ほめのび!』フルコーラス 録り下ろし番組                                                                                                 |
| ラジオCD『ほめられてのびるらじおPP』Vol.2  | 2007年12月29日 コミックマーケット73        | 第15回 - 第26回                        | エンディング主題歌『ゆーき☆わくわく』フルコーラス 録り下ろし番組                                                                                           |
| ラジオCD『ほめられてのびるらじおPP』Vol.3  | 2008年5月3日 DreamParty東京2008春          | 第27回 - 第40回                        | 北海道で収録した番組初の外ロケ録り下ろし番組「ほめらじツアーin北海道」（ゲスト みる）                                                                      |
| ラジオCD『ほめられてのびるらじおPP』Vol.4  | 2008年8月15日 コミックマーケット74         | 第41回 - 第53回                        | エンディング主題歌別バージョン『パワー充電☆ほめたおSO!』フルコーラス 録り下ろし番組                                                                        |
| ラジオCD『ほめられてのびるらじおPP』Vol.5  | 2009年1月 音泉公式サイト通販               | 第54回 - 第67回                        | 録り下ろし番組（ゲスト 一色ヒカル） ほめらじシステムボイス集                                                                                               |
| ラジオCD『ほめられてのびるらじおPP』Vol.6  | 2009年5月5日 DreamParty東京2009春          | 第68回 - 第80回                        | 沖縄で収録した外ロケ録り下ろし番組「乙女ちっく☆ぱらだいすinほめらじツアー沖縄」（ゲスト 五行なずな）                                                       |
| ラジオCD『ほめられてのびるらじおPP』Vol.7  | 2009年8月14日 コミックマーケット76         | 第81回 - 第91回                        | リスナーからフレーズを募集して作った新曲『ほめらじ音頭』 録り下ろし番組                                                                                    |
| ラジオCD『ほめられてのびるらじおPP』Vol.8  | 2009年12月27日 秋葉原電気外祭り2           | 第92回 - 第104回                       | 新エンディング『into the sky』フルコーラス 録り下ろし番組                                                                                                  |
| ラジオCD『ほめられてのびるらじおPP』Vol.9  | 2010年5月3日 DreamParty東京2010春          | 第105回 - 第116回                      | 録り下ろし番組 「ぽちっと！ レスポンス！ 題目集」 |
| ラジオCD『ほめられてのびるらじおPP』Vol.10 | 2010年8月12日 秋葉原電気外祭り3            | 第117回 - 第128回                      | 録り下ろし番組（ゲスト 深井晴花） 「ぽちっと！ レスポンス！ 題目集その2」                                                                                  |
| ラジオCD『ほめられてのびるらじおPP』Vol.11 | 2010年8月12日 秋葉原電気外祭り3            | 第129回 - 第140回                      | 録り下ろし番組（ゲスト 五行なずな） 新曲『ましろ戦隊ぱんにゃマン』                                                                                         |
| ラジオCD『ほめられてのびるらじおPP』Vol.12 | 2010年12月26日 秋葉原電気外祭り2010 Winter | 第141回 - 第152回                      | 録り下ろし番組（ゲスト 城樹翔） |
| ラジオCD『ほめられてのびるらじおPP』Vol.13 | 2010年12月26日 秋葉原電気外祭り2010 Winter | 第153回 - 第164回                      | 録り下ろし番組（ゲスト 桜川未央） |
| ラジオCD『ほめられてのびるらじおPP』Vol.14 | 2011年8月12日 コミックマーケット80         | 第165回 - 第176回                      | 録り下ろし番組（ゲスト 鈴田美夜子） |
| ラジオCD『ほめられてのびるらじおPP』Vol.15 | 2011年8月12日 コミックマーケット80         | 第177回 - 第188回                      | 録り下ろし番組（ゲスト 桃井いちご） |
| ラジオCD『ほめられてのびるらじおPP』Vol.16 | 2011年10月2日 DreamParty東京2011秋         | 第189回 - 第200回                      | 録り下ろし番組（ゲスト 夏野こおり） |
| ラジオCD『ほめられてのびるらじおPP』Vol.17 | 2011年12月29日 コミックマーケット81        | 第201回 - 第213回                      | 第213回エンディング主題歌『starlike melodies』フルコーラス 居酒屋で収録した録り下ろし番組（ゲスト 五行なずな、桜川未央、鈴田美夜子、深井晴花、桃井いちご） |
| ラジオCD『ほめられてのびるらじおZ』Vol.1   | 2011年12月29日 コミックマーケット81        | 第214回（リニューアル第1回） - 第225回 | オープニング主題歌『POWER充電☆ほめたおSO!』リアレンジバージョン 箱根で収録した外ロケ録り下ろし番組（ゲスト 桜川未央）                                      |
| ラジオCD『ほめられてのびるらじおZ』Vol.2   | 2012年8月11日 コミックマーケット82         | 第226回 - 第237回                      | 愛知県で収録した外ロケ録り下ろし番組 前編（ゲスト 桃井いちご）                                                                                             |
| ラジオCD『ほめられてのびるらじおZ』Vol.3   | 2012年8月11日 コミックマーケット82         | 第238回 - 第249回                      | 愛知県で収録した外ロケ録り下ろし番組 後編（ゲスト 桃井いちご）                                                                                             |
| ラジオCD『ほめられてのびるらじおZ』Vol.4   | 2012年12月29日 コミックマーケット83        | 第250回 - 第261回                      | 録り下ろし番組（ゲスト 桐谷華） |
| ラジオCD『ほめられてのびるらじおZ』Vol.5   | 2012年12月29日 コミックマーケット83        | 第262回 - 第273回                      | 新テーマソング『ハナウタ ルララ♪』 録り下ろし番組（ゲスト 夏野こおり）                                                                                     |
| ラジオCD『ほめられてのびるらじおZ』Vol.6   | 2013年8月10日 コミックマーケット84         | 第274回 - 第285回                      | 録り下ろし番組（ゲスト 桜川未央、有栖川みや美、ヒマリ） |
| ラジオCD『ほめられてのびるらじおZ』Vol.7   | 2013年8月10日 コミックマーケット84         | 第286回 - 第297回                      | 相模原市の放送局エフエムさがみでの地上波CM収録模様などを収録した録り下ろし番組                                                                             |
| ラジオCD『ほめられてのびるらじおZ』Vol.8   | 2013年12月29日 コミックマーケット85        | 第298回 - 第309回                      | 録り下ろし番組（ゲスト 夏峰いろは、綾部結花） |
| ラジオCD『ほめられてのびるらじおZ』Vol.9   | 2013年12月29日 コミックマーケット85        | 第310回 - 第321回                      | 録り下ろし番組（ゲスト かわしまりの、乃嶋架菜、小倉結衣、鈴田美夜子）                                                                                      |
| ラジオCD『ほめられてのびるらじおZ』Vol.10  | 2014年4月29日 Character1                   | 第322回 - 第333回                      | 録り下ろし番組（ゲスト 金田まひる、桃井穂美、夏峰いろは）                                                                                                  |
| ラジオCD『ほめられてのびるらじおZ』Vol.11  | 2014年8月15日 コミックマーケット86         | 第334回 - 第345回                      | 録り下ろし番組（ゲスト 桃井穂美、桃井いちご、柚木かなめ、東かりん、柚木サチ、柚原みう、有賀桃、美咲桃子、日向苺、新人声優1名）                             |
| ラジオCD『ほめられてのびるらじおZ』Vol.12  | 2014年8月15日 コミックマーケット86         | 第346回 - 第357回                      | 録り下ろし番組（ゲスト 金田まひる、榊るな、まきいづみ） |
| ラジオCD『ほめられてのびるらじおZ』Vol.13  | 2014年12月28日 コミックマーケット87        | 第358回 - 第369回                      | 録り下ろし番組（ゲスト 夏峰いろは、柚木かなめ、桃井穂美、みたかりん）                                                                                      |
| ラジオCD『ほめられてのびるらじおZ』Vol.14  | 2014年12月28日 コミックマーケット87        | 第370回 - 第381回                      | 録り下ろし番組（ゲスト 五行なずな、民安ともえ） |
| ラジオCD『ほめられてのびるらじおZ』Vol.15  | 2015年5月2日 Character1                    | 第382回 - 第393回                      | 録り下ろし番組（ゲスト 小倉結衣、山田ゆな） |
| ラジオCD『ほめられてのびるらじおZ』Vol.16  | 2015年8月14日 コミックマーケット88         | 第394回 - 第405回                      | 録り下ろし番組（ゲスト 五行なずな、かわしまりの、くすはらゆい、秋野花、藤咲ウサ）                                                                          |
| ラジオCD『ほめられてのびるらじおZ』Vol.17  | 2015年8月14日 コミックマーケット88         | 第406回 - 第417回                      | 録り下ろし番組（ゲスト 民安ともえ、Ayumi.、新堂真弓、逢瀬アキラ、光祈ららか）                                                                              |
| ラジオCD『ほめられてのびるらじおZ』Vol.18  | 2015年12月29日 コミックマーケット89        | 第418回 - 第429回                      | ほめらじのCDをプレスしているメモリーテック御殿場工場への見学ツアーを収録した撮り下ろし番組                                                                 |
| ラジオCD『ほめられてのびるらじおZ』Vol.19  | 2015年12月29日 コミックマーケット89        | 第430回 - 第441回                      | 録り下ろし番組（ゲスト 秋野花、藤咲ウサ） |
| ラジオCD『ほめられてのびるらじおZ』Vol.20  | 2016年5月1日 Character1                    | 第442回 - 第453回                      | 録り下ろし番組（ゲスト 城樹翔、桜川未央、かわしまりの、秋野花）                                                                                            |
| ラジオCD『ほめられてのびるらじおZ』Vol.21  | 2016年8月12日 コミックマーケット90         | 第454回 - 第465回                      | 録り下ろし番組（ゲスト 杏花、春海ほのか、光祈ららか、桜川未央）                                                                                            |
| ラジオCD『ほめられてのびるらじおZ』Vol.22  | 2016年8月12日 コミックマーケット90         | 第466回 - 第477回                      | 録り下ろし番組（ゲスト あじ秋刀魚、杏花、歩サラ、桃井穂美、Ayumi.、葉村夏緒、水島理音）                                                                    |
| ラジオCD『ほめられてのびるらじおZ』Vol.23  | 2016年12月29日 コミックマーケット91        | 第478回 - 第489回                      | 録り下ろし番組（ゲスト 歩サラ、上田朱音、榛名れん、ヒマリ）                                                                                                |
| ラジオCD『ほめられてのびるらじおZ』Vol.24  | 2016年12月29日 コミックマーケット91        | 第490回 - 第501回                      | 録り下ろし番組（ゲスト 桃井穂美、かわしまりの、杏花、綾音まこ、月野きいろ）                                                                                |
| ラジオCD『ほめられてのびるらじおZ』Vol.25  | 2017年8月11日 コミックマーケット92         | 第502回 - 第513回                      | 録り下ろし番組（ゲスト みる、五行なずな、井村屋ほのか、夏野こおり）                                                                                        |
| ラジオCD『ほめられてのびるらじおZ』Vol.26  | 2017年8月11日 コミックマーケット92         | 第514回 - 第525回                      | 録り下ろし番組（ゲスト 桃井いちご、柚木かなめ、鈴田美夜子、桃井穂美、もな）                                                                                |
| ラジオCD『ほめられてのびるらじおZ』Vol.27  | 2017年12月28日 アキバPOP祭                 | 第526回 - 第537回                      | 録り下ろし番組（ゲスト 在原ほたる、桜川未央、桃井いちご、みる）                                                                                            |
| ラジオCD『ほめられてのびるらじおZ』Vol.28  | 2017年12月28日 アキバPOP祭                 | 第538回 - 第549回                      | 録り下ろし番組（ゲスト 蓬かすみ、唯香、和央きりか、北大路ゆき）                                                                                            |
| ラジオCD『ほめられてのびるらじおZ』Vol.29  | 2018年5月30日 Character1 2018              | 第550回 - 第561回                      | 録り下ろし番組（ゲスト 桜糀まい、水瀬ゆき、七瀬こより） |
| ラジオCD『ほめられてのびるらじおZ』Vol.30  | 2018年8月10日 コミックマーケット94         | 第562回 - 第573回                      | 録り下ろし番組 |
| ラジオCD『ほめられてのびるらじおZ』Vol.31  | 2018年12月28日 アキバPOP祭                 | 第574回 - 第585回                      | 録り下ろし番組（ゲスト くすはらゆい、杉原茉莉、水野七海）                                                                                                  |
| ラジオCD『ほめられてのびるらじおZ』Vol.32  | 2018年12月28日 アキバPOP祭                 | 第586回 - 第597回                      | 録り下ろし番組（ゲスト 夏峰いろは、在原ほたる、藤咲ウサ、小波すず）                                                                                        |
| ラジオCD『ほめられてのびるらじおZ』Vol.33  | 2019年4月29日 Character1 2019              | 第598回 - 第609回                      | 録り下ろし番組 |
| ラジオCD『ほめられてのびるらじおZ』Vol.34  | 2019年8月8日 電気外祭り2019夏              | 第610回 - 第621回                      | 録り下ろし番組（ゲスト 城樹翔、桜川未央） |
| ラジオCD『ほめられてのびるらじおZ』Vol.35  | 2019年8月8日 電気外祭り2019夏              | 第622回 - 第633回                      | 録り下ろし番組（ゲスト みる、深井晴花） |
| ラジオCD『ほめられてのびるらじおZ』Vol.36  | 2019年12月27日 アキバPOP祭                 | 第634回 - 第644回                      | 録り下ろし番組（ゲスト 五行なずな） |

### 特別編CD
Purple software及びぱれっとで開発したゲームの初回限定版メーカー通販特典として付属。ジャケットにはのびるちゃん、Pタンの他に、ゲストが担当したゲームキャラが湯によって描かれている。最終トラックでは、ダミーの無音時間を挟んでからおまけコーナーが始まるのが通例となっている（「春色桜瀬特別版」のみ、CD収録時間の限界により割愛）。
ラジオCD「ほめられてのびるらじおPP 明日の君と逢うために特別編」
『明日の君と逢うために』初回限定版のオフィシャル通信販売予約特典として制作。ゲストとして五行なずなが出演。
ラジオCD「ほめられてのびるらじおPP さくらシュトラッセ特別盤」
『さくらシュトラッセ』初回限定版のオフィシャル通信販売予約特典として制作。ゲストとして桜川未央が出演。
ラジオCD「ほめられてのびるらじおPP 春色桜瀬特別版」
『春色桜瀬』初回限定版のオフィシャル通信販売予約特典として制作。ゲストとして遠野そよぎが出演。
「さくらんぼCD」
『さくらんぼシュトラッセ』のオフィシャル通信販売特典及びコミックマーケット74等のイベント購入特典として制作。CDには橋本みゆきの「秘密レシピ」のアコースティックバージョンと、荻原および風音がキッチンスタジオで料理をしながら収録した「ほめられてのびるらじおPP さくらんぼシュトラッセ特別版」が含まれている。
ラジオCD「ほめられてのびるらじおPP 明日の七海と逢うために特別編」
『明日の七海と逢うために』初回限定版のオフィシャル通信販売予約特典として制作。ゲストとして夏野こおりが出演。
ラジオCD「ほめられてのびるらじおPP メモリア特別編」
『メモリア』初回限定版のオフィシャル通信販売予約特典として制作。ゲストとして榊原ゆいが出演。
ラジオCD「ほめられてのびるらじおPP ましろ色シンフォニー特別編」
『ましろ色シンフォニー』初回限定版のオフィシャル通信販売予約特典として制作。ゲストとして五行なずなが出演。
ラジオCD「ほめられてのびるらじおPP 夏に奏でる僕らの詩特別編」
『夏に奏でる僕らの詩』初回限定版のオフィシャル通信販売予約特典として制作。ゲストとしてまきいづみが出演。
ラジオCD「ほめられてのびるらじおPP すてぃ〜るMyはぁと特別編」
『すてぃ〜るMyはぁと』初回限定版のオフィシャル通信販売予約特典として制作。ゲストとして鈴田美夜子が出演。
ラジオCD「ほめられてのびるらじおPP 初恋サクラメント特別編」
『初恋サクラメント』初回限定版のオフィシャル通信販売予約特典として制作。ゲストとして桃井いちごが出演。
ラジオCD「ほめられてのびるらじおPP Primary Step特別編」
『Primary Step』初回限定版のオフィシャル通信販売予約特典として制作。ゲストとして榊るなが出演。
ラジオCD「ほめられてのびるらじおZ 未来ノスタルジア特別編」
『未来ノスタルジア』初回限定版のオフィシャル通信販売予約特典として制作。ゲストとして柚木かなめが出演。
ラジオCD「ほめられてのびるらじおCD 晴れときどきお天気雨特別編」
『晴れときどきお天気雨』初回限定版のオフィシャル通信販売予約特典として制作。ゲストとして森谷実園が出演。
ラジオCD「ほめられてのびるらじおCD しあわせ家族部特別編」
『しあわせ家族部』初回限定版のオフィシャル通信販売予約特典として制作。ゲストとして高藤まりあが出演。
ラジオCD「ほめられてのびるらじおCD ハピメア特別編」
『ハピメア』初回限定版のオフィシャル通信販売予約特典として制作。ゲストとして北見六花が出演。
ラジオCD「恋がさくころ桜どき さくらじ ほめられてのびるらじおZ特別編」
『恋がさくころ桜どき』初回限定版のオフィシャル通信販売予約特典として制作。内容的には「恋がさくころ桜どき さくらじ」の特別編で、パーソナリティは夏峰いろは、綾部結花、荻原、風音の4人が合同という形になっているが、ジャケットイラストなどは他のほめらじCDと同じく、湯が描いている。
ラジオCD「ほめられてのびるらじおCD クロノクロック特別編」
『クロノクロック』初回限定版のオフィシャル通信販売予約特典として制作。ゲストとして山田ゆなが出演。

### 特別企画CD
ほめられてのびるらじおZ Presents「ほめらじんろう」
2015年12月29日発売。ほめらじ流の人狼ゲームを遊んでいる模様を収録したCD。荻原、風音の他、杏子御津、香山いちご、橘まお、美月、桃井穂美、唯香、柚木かなめが参加。
ほめられてのびるらじおZ Presents「ほめらじんろうvol.2」
2016年12月29日発売。ほめらじ流人狼ゲーム第2弾。荻原、風音の他、杏子御津、桃井穂美、柚木かなめ、奏雨、東かりん、星鹿りえ、白月かなめが参加。
ほめられてのびるらじおZ 出張版 ホメトーーク
2017年4月26日発売。2017年1月28～29日開催の「ほめらじ10周年記念 荻原秀樹と行くほめられてのびるバスツアー」で先行プレゼント。荻原、風音の他、鶴屋春人、夏野こおり、夏峰いろは、秋野花、雪村とあが参加。

### 音楽CD
ほめられてのびるらじおボーカルアルバム「ホメラレコード」
2013年10月30日発売。過去に番組用に制作されたボーカル曲全10曲を収録したアルバム。
ほめられてのびるらじおボーカルアルバム「ホメラレコード2」
2015年12月29日発売。第400回記念放送で公開された主題歌2曲と新曲6曲、合計8曲およびボーナストラックを収録したアルバム。
「ほめられてのびるらじおZ」テーマソング「ほめられてのびるらじおZ/ほめてくれてありがとう」
2018年8月10日発売。新オープニングテーマ「ほめられてのびるらじおZ」および新エンディングテーマ「ほめてくれてありがとう」の2曲、またそれらを作曲した逢瀬アキラ、五十嵐芳樹と荻原、風音のトークを収録。

### 書籍
ほめられてのびるらじお10th Anniversary Memorial Book
2017年1月21日に開催された「ほめらじ10周年大感謝祭～降臨、秀樹&風音様in ディファ有明～」を記念して同日より発売。ほめらじの歴史や荻原、風音、また常連ゲスト、スタッフの対談記事、コメントなどを掲載。Memorial CD（風音、荻原秀樹、桜川未央、五行なずな、城樹翔が出演のトークおよび『世界に広がるほめらじの輪！～全裸待機10周年！～』を収録）、イベントスタンプ台帳が付属。

### ゲーム
PCゲーム「ほめられてのびるらじお 100周年目のほめらじの輪」
2017年12月28日より発売されたの「ほめられてのびるらじおZ」ユキチセットに付属。ほめらじを題材にしたPCゲーム。荻原および風音が本人役で出演。また五行なずな、城樹翔、髭内悪太がほめらじのスタッフ役で出演。

## 主題歌
- 『ほめのび!』
  - 唄 - 風音 / 作詞 - 美里香 / 作曲・編曲 - 五十嵐芳樹
  - （CD「ほめられてのびるらじおPP Vol.1」に収録、#27から#213までのオープニングBGMにも使用）
- 『ゆーき☆わくわく』
  - 唄 - 風音&荻原秀樹 / 作詞 - 美里香 / 作曲・編曲 - 五十嵐芳樹
  - （CD「ほめられてのびるらじおPP Vol.2」に収録、#44から#123までのエンディングBGMにも使用）
- 『POWER充電☆ほめたおSO!』
  - 唄 - 荻原秀樹&風音 / 作詞 - さゆみん★たいらー / 英補作詞 - Jenya / 作曲・編曲 - 五十嵐芳樹
  - （CD「ほめられてのびるらじおPP Vol.4」に収録、#88から#124までで「ゆーき☆わくわく」と共にエンディングBGMとして併用。コーラスの増えたリアレンジバージョンがCD「ほめられてのびるらじおZ Vol.1」に収録、#214から#300までのオープニングBGMにも使用）
- 『ほめらじ音頭』
  - 唄 - 風音&荻原秀樹 / 作詞 - ほめらじリスナーの皆様withフジバヤーシ[18] / 作曲・編曲 - 五十嵐芳樹
  - （CD「ほめられてのびるらじおPP Vol.7」に収録、2009年8月配信分である#125から#128までエンディングBGMとして使用。その後夏季限定エンディングBGMとして定期的に使用）
- 『into the sky』
  - 唄 - 風音&荻原秀樹 / 作詞 - Richard CHANG、荻原秀樹 (rap) / 作曲・編曲 - 五十嵐芳樹
  - （CD「ほめられてのびるらじおPP Vol.8」に収録、#129 - #171、#180 - #212でエンディングBGMとして使用）
- 『ましろ戦隊ぱんにゃマン』
  - 唄 - 五行なずな&風音&荻原秀樹 / 作詞 - 五行なずな / 作曲 - 五行なずな、五十嵐芳樹 / 編曲 - 五十嵐芳樹
  - （CD「ほめられてのびるらじおPP Vol.11」に収録、#172から#179までエンディングBGMとして使用）
- 『starlike melodies』[19]
  - 唄 - 風音 / 作詞 - Richard CHANG / 作曲・編曲 - 五十嵐芳樹
  - （CD「ほめられてのびるらじおPP Vol.17」に収録、#213のエンディングBGMとして使用）
- 『ハナウタ ルララ♪』
  - 唄 - 風音 / 作詞 - 花咲めぐり / 作曲 - BURTON[20] / 編曲 - 五十嵐芳樹
  - （CD「ほめられてのびるらじおZ Vol.5」に収録、#301から#400までオープニングBGMに使用）
- 『Drive Discharge』
  - 唄 - 風音&荻原秀樹 / 作詞 - 山下慎一狼 / 作曲 - 五十嵐芳樹 / 編曲 松本慎一郎
  - （CD「ほめられてのびるらじお ボーカルアルバム」に収録、#312から#400までエンディングBGMに使用）
- 『Dream for the Future』
  - 唄 - 風音 / 作詞 - けんせい (Silver Seats Records) / 作曲 - BURTON / 編曲 けんせい (Silver Seats Records)
  - （#400で公開、#401から#465までオープニングBGMに使用）
- 『のびのび すくすく 完全制覇！』
  - 唄 - 風音&荻原秀樹 / 作詞・作曲・編曲 けんせい (Silver Seats Records)
  - （#400で公開、#401から#465までエンディングBGMに使用）
- 『GALE』
  - 唄 - 風音 / 作詞・作曲 - 逢瀬アキラ / 藤神 kyo-ya 敬也
  - （CD「ホメラレコード2」に収録、#466から#571までオープニングBGMに使用）
- 『尾母田姉妹とボクの日常』
  - 唄 - 風音&荻原秀樹 / 作詞 民安ともえ / 作曲・編曲 けんせい (Silver Seats Records)
  - （CD「ホメラレコード2」に収録、#466から#571までエンディングBGMに使用）
- 『世界に広がるほめらじの輪！～全裸待機10周年！～』
  - 唄 - 風音&荻原秀樹 / 作詞・作曲 逢瀬アキラ / 編曲 藤神敬也 Kyo-ya
  - （10周年記念ソング。ほめられてのびるらじお10th Anniversary Memorial Book付属のMemorial CDに収録）
- 『ほめられてのびるらじおZ』
  - 唄 - 風音&荻原秀樹 / 作詞・作曲・編曲 逢瀬アキラ
  - （CD「ほめられてのびるらじおZ」テーマソング「ほめられてのびるらじおZ/ほめてくれてありがとう」に収録、#572からオープニングBGMに使用）
- 『ほめてくれてありがとう』
  - 唄 - 風音&荻原秀樹 / 作詞 - 萬屋樹太郎 / 作曲・編曲 - 五十嵐芳樹
  - （CD「ほめられてのびるらじおZ」テーマソング「ほめられてのびるらじおZ/ほめてくれてありがとう」に収録、#572からエンディングBGMに使用）